# Fate/Zero
『Fate/Zero』（フェイト ゼロ）は、虚淵玄による日本の伝奇小説、ライトノベルである。キャラクターデザイン・イラストは武内崇。ノベルゲーム『Fate/stay night』（以下：SN）の前日譚で、SNの10年前「第四次聖杯戦争」を描く。SNの奈須きのこによるシナリオを著者が引き継いでおり、曖昧にされていた疑問点も本作で伏線として回収された:37頁。
全4巻で、TYPE-MOONの「TYPE-MOON BOOKS」より2006年12月29日から2007年12月29日にかけて出版。全6巻の文庫版が、星海社の「星海社文庫」より2011年2月9日から6月10日にかけて出版された。

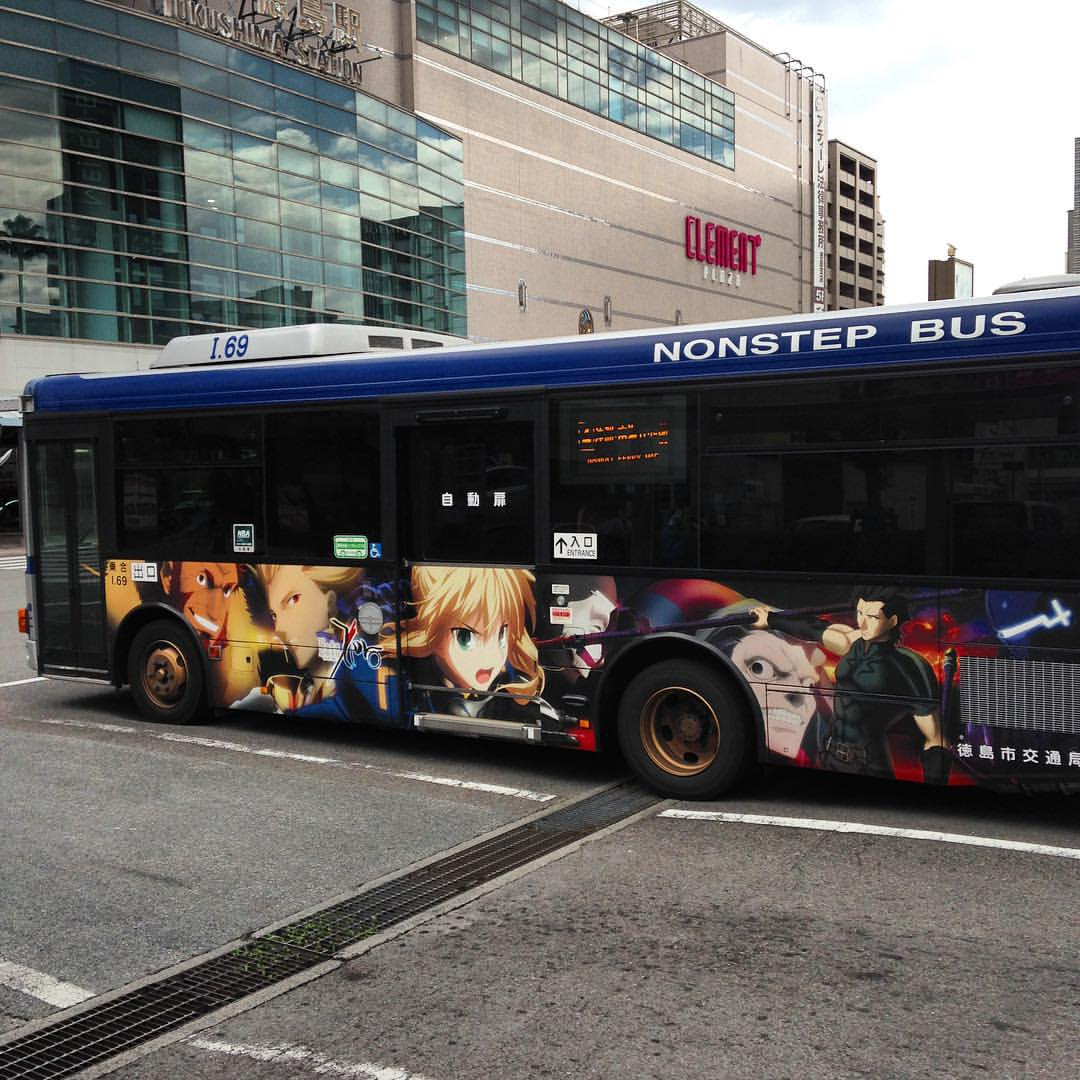
徳島市交通局『Fate/Zero』のラッピングバス（2015年）

## 作品展開
虚淵とFateシリーズの接点は2002年に遡る。当時、奈須はSNのセイバールートを執筆していたが体調を崩しており、虚淵にSNのうちInterlude（主人公以外からの視点で描かれるパート）を代筆させる案が出ていた。しかしSNを同人ゲームではなく商業ゲームとして開発することが決まって虚淵への発注が困難になったことなどにより、この案は流れる。
その後、SNのファンディスク『Fate/hollow ataraxia』のゲストライターとして、再度虚淵の名が挙がり、武内が本人に執筆を打診したところ、「第四次聖杯戦争を書かせてくれないか」と逆に提案される。数度の打ち合わせを重ね、2004年冬に『Fate/Zero』の第1巻が書き上げられる。そしてSNのスピンオフという性格上、誰でも手に入り易い一般流通には乗せたくないとの虚淵の要望もあり、同人誌形態での発売となった。
コミックマーケット（以下C）71のTYPE-MOONブースにおいて、第1巻が先行発売された。会場限定で設定資料やラフ画などを掲載した特別冊子『material/Zero』、TYPE-MOONのBLACK描き下ろしのしおり、特製紙袋が添付された。翌年の2007年1月13日より同人ショップを中心に委託販売が開始され、秋葉原などでは完売が相次ぎ、再入荷待ちの店舗も出た。
当初は通常の書籍流通には乗せられておらず、ISBNコードも付いていないため、一般書店での取り寄せ・入手は不可能であった。販売形態は一部店舗（同人誌取扱店、ゲームショップ）での店頭販売、およびニトロプラスダイレクトFate/Zero公式通販で通信販売のみだったが、2011年1月から刊行が開始された星海社文庫（星海社）の初回刊行作品の1つとして刊行が開始された。全6巻で、新規イラストが描き下ろされた。
2011年から、テレビアニメ版が放送された。分割2クールで、1クール目は同年10月から12月まで、2クール目は2012年4月から6月まで放送された。テレビアニメ版の派生として、ソーシャルゲーム『Fate/Zero [Next Encounter]』、『Fate/Zero－第四次聖杯戦争展－』などのイベント化が行われた。
真じろうによる漫画版は、『ヤングエース』にて2011年2月号から2017年7月号まで連載された。2017年6月号で本編は最終回となり、7月号には三田誠が脚本を書き下ろした番外編（三田による小説『ロード・エルメロイII世の事件簿』のエピソードに基づく「Another Epilogue」）が掲載された。その他のスピンオフ漫画については#漫画を参照。
セイバー役の川澄綾子、間桐桜役の下屋則子はアニメイトタイムズのインタビューで、本作のテレビアニメをきっかけにしてシリーズに女性ファンが大幅に増加したと述べている。川澄曰く「今までお客さんの9割が男性の方だったのに、女性の割合がものすごく増えたんですよ。例えばイベントでは『問おう、あなた達が私のマスターか』という台詞を言う機会もあるんですが、最初は『うおおお！』っていう野太い声だったのが、『キャー！』って歓声も加わるようになって（笑）」とのこと。下屋も「確かに『Zero』から一気に女性ファンが増えましたよね。あそこが大きな分岐点だったような気がします」と述べている。

## ストーリー
日本の地方都市・冬木市では、7人の魔術師、マスターが、伝説上の人物（英霊）をサーヴァントとして召喚して相争う「聖杯戦争」を繰り返してきた。聖杯には、戦いの勝者の願望を叶える万能の力があるとされ、これまで三度の聖杯戦争が行われてきたが、聖杯の力を行使できた者はなかった。
プロローグ
1994年11月。主人公・衛宮切嗣は、名家アインツベルンの委嘱を受け、セイバーのサーヴァントを召喚し、妻のアイリスフィール・フォン・アインツベルン、従者の久宇舞弥とともに四度目の聖杯戦争に身を投じる。切嗣は聖杯の万能の力によって世界平和を実現するため、非情に徹する覚悟で臨む。
一方、魔術の総本山である英国からは、高名な魔術師であるケイネス・エルメロイ・アーチボルトがランサーを、ケイネスの生徒で彼に認められようと躍起になっているウェイバー・ベルベットがライダーを得て、それぞれ聖杯戦争に参戦してくる。
さらに冬木からは、御三家である遠坂家の当主・遠坂時臣がアーチャーを、聖堂教会の第八秘蹟会に所属していたが時臣の弟子となった言峰綺礼がアサシンを召喚し、互いに協力関係を結んで聖杯戦争に挑もうとする。
一方、遠坂家の次女が間桐家の生贄にされることを防ぐため、間桐雁夜はバーサーカーを召喚して参戦する。そして、最後のサーヴァントであるキャスターは、連続殺人鬼の雨生龍之介によって偶然に召喚される。
序盤
聖杯戦争が始まり、切嗣はセイバーとアイリスフィールを囮として扱い、銃火器などの手段を択ばない隠密戦をもって他のマスターを一人ずつ暗殺していくことを目論む。
そんな中、キャスター陣営が「魔術を使って連続殺人を行っていること」を問題視した聖堂教会の監督役・言峰璃正は、暫定的にルール変更をして、マスター達にキャスター討伐を命じる。セイバーとランサーが共闘してキャスターに立ち向かう中、アイリスフィールと舞弥が言峰綺礼の足止めをするも敗れるが、「セイバーの鞘」の回復効果によって瀕死から回復する。
同時刻、切嗣によって起源弾を撃ち込まれて魔術回路を失ったケイネスは、許嫁ソラウに脅されてマスターの権限を委譲する。その後、ライダーによって集められた英霊達による酒会「聖杯問答」が行われ、「自分の国を蘇らせてやり直したい」と答えたセイバーは、王たる資格なしと判断されてしまう。
中盤
キャスターは河川敷で巨大化して暴走し、狂騒していた雨生龍之介は切嗣によって狙撃され死亡。ライダーらの協力のもと、セイバー陣営がキャスターを討ち取ることに成功する。
セイバーとランサーは決着をつけようと戦う中、切嗣はソラウを人質にしてケイネスに「ギアスの契約」を押し付け、令呪によってランサーを自決させる。これにより、正々堂々をよしとするセイバーと手段を選ばない切嗣は、その信念の違いにより仲たがいすることになる。
一方、遠坂の陣営ではアサシンを失った綺礼が、アーチャーの教唆により時臣を裏切って殺害し、アーチャーと再契約する。綺礼は雁夜と組んで追加令呪を授け、「聖杯の器」であったアイリスフィールを強奪した後に殺害。舞弥は「ライダーの姿に偽装したバーサーカー」との抗戦の末に倒れる。
終盤
ライダーはアーチャーの前に敗れ去り、バーサーカーもセイバーとの激戦の末に退場する。残ったマスター同士の対決において、切嗣は綺礼を倒し、聖杯を手にする資格を得る。
しかし土壇場で切嗣は、聖杯の奇跡とは「切嗣自身の知る方法」をもって暴力的にしか実現出来ず、「人類の絶滅によって世界平和を実現してしまう」ことを悟り、令呪によりセイバーに強いて聖杯を破壊させる。壊れた聖杯からは泥があふれ出し、冬木市街を破壊して大火災を引き起こす。セイバーもまた、聖杯の正体を理解することも切嗣の真意を知ることもなく消滅する。
エピローグ
全てを失った切嗣は、火災から救出した少年・士郎を養子として冬木に隠棲し、聖杯(アイリスフィール)の呪いによってひっそりと衰弱していく。
一方、聖杯からあふれた泥によって、アーチャーは受肉して綺礼は蘇る。聖杯を逃したアインツベルン・遠坂・間桐の三家は次の機会を切望し、すべての禍根と因縁は『第五次聖杯戦争』につながっていくことになる。

## 登場人物

### セイバー陣営
衛宮切嗣（えみや きりつぐ）
声 - 小山力也 / 入野自由（子供時代）
- 身長：175cm、体重：67kg、血液型：AB型、誕生日：11月11日

本作の主人公。セイバーのマスター。魔術師の家系である衛宮家の5代目。傭兵でもあり、様々な謀略を駆使して、数々の暗殺や魔術師の殺害を成し遂げた過去を持つ「魔術師殺し」と呼ばれた元殺し屋。
聖杯戦争の切り札としてアインツベルン家に婿養子として迎えられた。
聖杯に託す望みは「戦いの根絶」「恒久的な平和の実現」。
「起源」は「切断と結合」で、先祖から受け継いだ「魔術刻印」による魔術は時間操作(しかし元々父が封印指定を受けていたため、その大部分は時計塔に押収されている)。
少年期に、父の研究が発端で住んでいた島が滅び、再発防止になると信じて父を殺害する。しかしその後の数年で同様の惨劇は日常茶飯事に起きており、父殺しで抑制できた被害などたかが知れていると思い知らされる。父達の死を無駄にしたくない余り、「（自分に関係がなかろうと）多数を救うために（愛するものが含まれても）少数を切り捨てる」ことを行動原理にする様になる。愛情や友情を尊ぶ人間らしい感性を持ちながら、冷徹な信条に徹した生き方を続け、孤独に苛まれている。闘争を軽蔑しており、戦いを肯定し人々を戦場に駆り立てる「英雄」という概念を激しく憎悪するため、戦場に価値を見出すセイバーとは相容れないと判断しアイリと組ませおとりとする方針を決め、召喚後も令呪による自分からの発言以外はセイバーを徹底して無視した。大成しているにも関わらずどの仕事も辞めている言峰綺礼の経歴を知り、彼の本質を「失うものがあっても恐れず、自ら放棄する虚無」と見抜いたことで、失うものに執着する自分とは正反対の強さを持つ彼を危険視するとともに恐れてもいた。特に、舞弥から襲われた旨の報告を受けた時には、過去のトラウマが蘇るとともに、妻子を得たことでアイリとイリヤを失うことを恐れる余りに全てを投げ出し、イリヤを連れて3人で逃げ出したいとアイリに告げるなど弱気になることもあった。
魔術師が忌避する近代兵器を躊躇なく使用する合理主義者として、 ワルサーWA2000やキャリコM950Aといった銃器、ナイフにクレイモア地雷などの爆発物を自在に扱う。戦闘に使用する魔術は、自らの時間流を加速・減速させる「固有時制御（タイムアルター）」と、魔術礼装として改造したトンプソン・コンテンダーから放たれる「起源弾」である。起源弾は自身の第12肋骨を磨り潰し.30-06スプリングフィールド弾の芯材とした魔弾で、相手とした魔術師の魔術回路を変質させて魔力を暴走させ破壊する。これによって肉体と魔術回路を破壊された人間は魔術師として再起不能となり、仮に命は助かったとしても身体機能の大半を失う羽目になる。ただし、起源弾の効果は魔術師の魔力の強弱に比例し、魔力が強ければ強いほど効果は上がるが、魔力が弱ければ効果は薄まり、そもそも魔術自体に干渉されなければ真価を発揮しない。その対策として、グレードIVクラスの防弾装備でなければ防げない大口径の.30-06弾を使用することで、物理手段による防御を封じてより相手に魔術による防御をさせるよう誘導している。
戦争の終結後は養子として引き取った士郎とともに冬木市で暮らし始め、二度と聖杯戦争を繰り返させないために、円蔵山の地下洞窟に隠された聖杯の源である大聖杯を封印する最後の魔術として爆薬で細工をして洞窟内に瘤を発生させ、そこに堆積したマナが30年から40年の間に破裂し龍洞（天然の大空洞）を崩落させ聖杯を封印する仕掛けを施すが、切嗣の予想に反して聖杯戦争が早まったために不発に終わる。また士郎に旅に行くと偽って何度かイリヤの救出に向かうが叶わなかった。
5年後、「この世全ての悪」の呪いに蝕まれ、息を引き取る。死の間際、士郎にかつて正義の味方に憧れていたことを話し、士郎が代わりにその夢を叶えると誓うのを聞く。かねてから士郎の将来を危ぶんでいたが、この誓いで士郎が苦悩することになっても原点に立ち帰れると思い、「安心した」と士郎に言い残した。享年34。
『Fate/stay night』では、主人公・衛宮士郎の養父として回想に登場する。
『Fate/Grand Order』では、並行世界の第四次聖杯戦争を経験していない切嗣が守護者となった上でアサシンのサーヴァントとして登場しており、真名は第五次聖杯戦争のアーチャーと同じく「エミヤ」となっている。
アイリスフィール・フォン・アインツベルン（Irisviel von Einzbern）
声 - 大原さやか
- 身長：158cm、体重：52kg、スリーサイズ：B85/W56/H84、血液型：不明、誕生日：2月1日

ユーブスタクハイトが鋳造したホムンクルス。衛宮切嗣の妻でイリヤスフィールの母。愛称はアイリ。
ホムンクルスである為、生まれた時から大人の姿であり、作中の時点で9歳である。生まれつきアインツベルンが積み重ねて来た知識と理性を備えている一方、潜在的に好奇心旺盛でもあり、切嗣の情操教育で表面化した。切嗣が外界から持ち込んだ自動車の運転を好み、外界そのものにも憧れを抱いている。ユーブスタクハイトから領地外に出ることを禁じられて来た反動で、作中で初めて外界に出た時は童女の様にはしゃぐ一面を見せる。
切嗣に代わり、おとりとしてセイバーのマスターを演じる。セイバーとは姫と騎士の様な関係を築き、両人とも美貌の持ち主だったことで周囲の耳目を集めていた。同じく共闘する舞弥のことは、自分の知らない切嗣を知っている女性として苦手意識を抱いていたが、互いの内面を知っていく中で友人関係となる。
アインツベルンの者として錬金術に長け、治療も移植手術の形でなら可能。戦闘には銀を用いた針金細工を使用する。
実はその内臓に聖杯の器を溶かし込んでいる。サーヴァントが脱落する度に、聖杯の器は本来の機能を取り戻し、引き換えにアイリとしての機能は失われていく。切嗣はその抑制を目的に「全て遠き理想郷」を彼女に託した。これによりセイバーが触れることで彼女の傷は瞬時に回復し、セイバーが近くにいることで彼女自身の崩壊を防ぐことも出来るが、セイバーが近くにいてもサーヴァント1体が消滅した時点で既に車の運転など手を使った作業をほとんどこなせなくなり、サーヴァント3体が消滅した時点では起き上がることすら辛くなっている。4体脱落した時点で、聖杯の器が器としての姿を取り戻し、残ったアイリの肉体は焼却される。この仕様は、前回の聖杯戦争で聖杯の器が破壊されたことへの対策として実装された。
切嗣を愛し彼の理想を肯定しているが、真の意味では理解していない。彼の理想も理解できないまま死ぬ女で居るより、同じ理想に殉じる理解者のふりをした方が切嗣にとって負担にならないだろうと考えてのことである。一方でアインツベルンの悲願からも既に心は離れており、自分が持つ願いとしてイリヤスフィールを聖杯戦争から解放することを望んでいる。
聖杯戦争が折り返しに入ると時臣との休戦を受諾し、「全て遠き理想郷」を切嗣に渡す。その後、綺礼の策略によって誘拐され、切嗣に関する問答の末に激昂した綺礼により命を絶たれる。死後、大聖杯の中に居た「この世全ての悪（アンリマユ）」が黒いドレスを纏った彼女の姿で登場し、切嗣に自身の誕生を促すが、彼がそれを拒絶して自身を破壊しようとすると死に至る呪いをかけた。
Blu-ray Disc Box I付属のドラマCDでは、切嗣との馴れ初めが語られた。生まれて間もなくの頃は感情が無いに等しい機械的な受け答えしかせず、思想も切嗣とは相容れなかった。器に自立防衛として人間のような肉体や自我を持たせたことに文句を言った切嗣にプライドを傷つけられたユーブスタクハイトによって、器としての耐久性を証明するために裸のまま狼や悪霊がいる吹雪の森に放り込まれたところを切嗣に助けられた。死に瀕することになった元凶であるアハトと切嗣に怒りを覚えない在り方に切嗣は反発。怒りの感情を覚えさせる事を決めた。この件がきっかけで切嗣から写真や映画、音楽、車の運転等、自分が知らなかった物を見せて貰い、その過程で感情を獲得。彼と惹かれ合い、愛することを学び、切嗣の未来を想い彼の子供を産む決意を告げた。
TVアニメ版『Fate/stay night [Unlimited Blade Works]』では、ホムンクルスとして繋がっているイリヤのもとに、彼女の殻を被った聖杯の泥が切嗣への憎悪と彼の息子と殺し合える悦びを伝え、イリヤの切嗣への憎悪をかき立てることとなる。但し脚本草案ではアイリの姿ではなく、廃棄されたホムンクルスがイリヤを唆している。
『Fate/Grand Order』ではキャスターのサーヴァントとして登場している。コラボイベントではサーヴァントの彼女とは別に、正式なマスターになっているアイリも登場し、彼女の存在が特異点を生み出す原因になっていた。
アイリ師匠
「おねがい！アインツベルン相談室」では弟子ゼロ号とともに弁護士として登場。
立ち位置としてはSNのミニコーナー「タイガー道場」に登場する「タイガ」にあたる。タイガが弟子から師匠と呼ばれていたのと同様に、ゼロ号から「アイリ師匠」と呼ばれている。
アレンジの加えられた袴姿で、たまに薙刀を持ち出す。タイガー道場よろしく作中で脱落した人物の相談が目的であるらしい。
セイバー（Saber）
声 - 川澄綾子
- 身長：154cm、体重：42kg、スリーサイズ：B73/W53/H76、血液型：不明、誕生日：不明、属性：秩序・善
- パラメータ： 筋力：B 耐久：A 敏捷：A 魔力：A 幸運：D 宝具：A++
- クラス別能力：対魔力：A、騎乗：A / 保有スキル：直感：A、魔力放出：A、カリスマ：B

切嗣が召喚したサーヴァントで、真名はアルトリア・ペンドラゴン。『Fate/stay night』と同じくアーサー王が実は少女であったという設定で、滅びに瀕した故国を救うために聖杯を目指す。
宝具は、風の魔術で剣の刀身を不可視にする「風王結界（インビジブル・エア）」と、絶大な“光”の斬撃を放つ聖剣「約束された勝利の剣（エクスカリバー）」。 本作ではセイバーのスキル「騎乗」を発揮する見せ場が用意され、メルセデス・ベンツ・300SLやヤマハ・VMAXを乗りこなす。
召喚の触媒に使われた「全て遠き理想郷（アヴァロン）」は、生前の彼女が失った鞘であり、彼女の魔力が注がれると回復効果を発揮する。彼女自身は召喚された時に視認しただけで、その後の行方は『Fate/stay night』に至るまで知らずじまいである。
マスターの暗殺（セイバーとアイリを囮役として全てのマスターを狙撃するつもりであった）を狙う切嗣と、サーヴァント同士の真っ向勝負を求めるセイバーとは相容れないものとして描写されており、最後まで切嗣との信頼関係が醸成されることはなかった。聖杯戦争中、切嗣からは三度の令呪による命令でしか話しかけられていない。ブリテン王としての治世のやり直しを聖杯に願う算段だったが、ライダーに自らの王道を否定されたことと、生前共に戦った騎士がバーサーカーとして狂乱するさまを目の当たりにして、「自分が王になったことが間違いだった」と失意に沈む。アーチャーとの最終対決の最中に切嗣の命令により、最後の希望であった聖杯を自らの手で破壊させられ、悲憤と絶望のなかで退場して、生前のカムランの丘へ戻っていく。
『Fate/stay night』では再びセイバーとして召喚され、切嗣の養子である衛宮士郎と契約し剣を執る。なお召喚場所は衛宮邸の土蔵で、アイリスフィールがセイバーに描かせた魔法陣が役割を偶然にも果たすことになる。この魔法陣は原作小説では二重の六芒星などサーヴァント召喚陣に似た意匠だが、TVアニメ版ではルーン文字などで構成された別物になっている。
久宇舞弥（ひさう まいや）
声 - 恒松あゆみ
- 身長：161cm、体重：49kg、スリーサイズ：B75/W58/H77、血液型：A型、誕生日：7月7日

暗殺者時代からの衛宮切嗣の弟子であり、愛人でもある女性。
切嗣のサポート役として参戦し、感情を表に出さず淡々と任務をこなす。
物心ついた頃には少年兵になっており、夜な夜な兵士達に強姦され、初潮を迎えてすぐに出産した。第四次聖杯戦争の11年前に切嗣に拾われて以降は彼だけをよりどころに生きてきた。
自身の本名や家族すら全く知らず、「久宇舞弥」は切嗣が用意した最初の偽造パスポートの名前である。
アイリの護衛中にライダーに扮したバーサーカーの襲撃に遭って致命傷を負い、駆けつけた切嗣の腕の中で息を引き取る。
『Fate/strange Fake』に登場するシグマは彼女の子供である。
イリヤスフィール・フォン・アインツベルン（Illyasviel von Einzbern）
声 - 門脇舞以
切嗣とアイリスフィールの娘。愛称はイリヤ。
ホムンクルスと人間のハーフであり、厳密な意味でのホムンクルスとは違った存在。次の聖杯の器となるべく胎内にいる時から肉体改造を施されている。
切嗣とアイリが聖杯獲得に失敗した時に備え、第五次聖杯戦争の聖杯の器を準備できる様に、アインツベルンの城に1人留め置かれる。
『Fate/stay night』ではサブヒロイン。主人公である衛宮士郎を執拗に狙うマスターとして登場する。
ユーブスタクハイト・フォン・アインツベルン（Jubstacheit von Einzbern）
声 - 藤本譲
アインツベルンの8代目頭主。「8」を捩って、アハト翁と通称されている。
その正体は、第三魔法の魔法使いの弟子によって作られたアインツベルン城の中枢制御用人工知能「ゴーレム・ユーブスタクハイト」。1000年以上稼働しており、第二次聖杯戦争から現在まで全ての聖杯戦争に関わっている。人間型端末筐体の姿は、滝の様な白髭の束と落ち窪んだ眼窩から放たれる強烈な眼光が特徴の老人。
前回の敗北を教訓に切嗣を雇い、また優れた英霊を召喚するためエクスカリバーの鞘をコーンウォールで発見させるなどの用意を重ねて聖杯戦争に臨む。
『Fate/stay night』などではイリヤスフィールに「お爺さま」として言及されている。TVアニメ版『Fate/stay night [Unlimited Blade Works]』にも姿を現す。

### アーチャー陣営
遠坂時臣（とおさか ときおみ）
声 - 速水奨
- 身長：177cm、体重：68kg、血液型：O型、誕生日：6月16日

アーチャーのマスター。遠坂家当主で葵の夫、凛と間桐桜の父。聖杯に託す望みは根源に至ること。
属性は火で、宝石魔術を体得している。戦闘時などでは、時臣が長い年月を掛け錬成した自身の魔力を封入させた大粒のルビーを象嵌した樫製のステッキを魔術礼装として用いる。魔道を奉じる生粋の魔術師であり、魔術師の素質を持ちながら一度は魔道に背を向け後年にそれを求めた旧友・雁夜に対しては侮蔑を露にする。魔道の家門を継げるのは原則1人だけのため、虚数属性という極めて稀少かつ高い素質を持ちながら、遠坂を継げない次女の将来を案じて、間桐に望まれたまま桜を養子に出したことが雁夜との対立を招く。
雁夜からは憎悪されながらも、かつて家督を継ぐか否かの選択肢があった自分に対し、凛と桜には魔術師としての人生以外の選択の余地が無かったことへの本人なりの哀れみや後ろめたさも抱く家庭人としての面を持つ。魔術師、父親としては立派な人物であると共に、一般人の価値観では人でなしである。綺礼からも後述するアーチャーの件を含め「骨の髄まで魔術師」と形容される。
自分の父の盟友であり、聖杯戦争の監督役である璃正と裏で繋がり、万全の準備を以って聖杯戦争に挑むが、アーチャーの規格外の能力や振る舞いに翻弄される上に想定外の不確定要素が重なっていく事となる。アーチャーに対しては臣下の礼を取っていたが、「英雄王ギルガメッシュ」は崇拝していても「アーチャーのサーヴァントとして召喚された英雄王」はあくまでも道具として見ており、根源への到達のために最終的に自決させるつもりであった。キャスター討伐後に前述の「骨の髄まで魔術師」であったその鈍重で退屈な姿勢と不忠が原因でアーチャーに見限られる。綺礼によって起こったアインツベルンとの戦いは綺礼を日本から退去させることで休戦を取り付け、決戦に臨む前に凛の後見人として綺礼を指名すると共にアゾット剣を贈呈するが、退室しようとしたところを綺礼のアゾット剣によって背中から心臓を刺されて即死した。そのあまりにもあっけない最期はアーチャーからも心底呆れられ、「間抜けた死に顔」を足で小突かれた。その後、彼の遺体は綺礼が描いた雁夜と葵の愛憎劇に舞台装置として利用される。
アーチャー（Archer）
声 - 関智一
- 身長：182cm、体重：68kg、血液型：不明、誕生日：不明、属性：混沌・善
- パラメータ： 筋力：B 耐久：B 敏捷：B 魔力：A 幸運：A 宝具：EX
- クラス別能力：対魔力：C、単独行動：A / 保有スキル：黄金率：A、カリスマ：A+、神性：B（A+）

時臣が召喚した英霊で、真名はギルガメッシュ。
遙か昔、世界の全てを有した「人類最古の英雄」「バビロニアの英雄王」とされる。聖杯に願いを託すわけでなく、自分の財を奪わんとする賊を裁くという異例の理由で聖杯戦争に参加する。宝具は、宝物庫から無数の財宝を自在に呼び出す鍵剣「王の財宝（ゲート・オブ・バビロン）」、ドッグファイトさえ可能な飛行装置「天翔る王の御座（ヴィマーナ）」、時空切断「天地乖離す開闢の星（エヌマ・エリシュ）」を放つ「乖離剣（エア）」のほか数多く、極めて強力な英霊として設定されている。
傲岸不遜で、自らを唯一無二の王と称してはばからず、マスターと離れても行動できる「単独行動」のスキルゆえに、時臣を意に介さず自らの望むままに行動する。自身に臣下の礼を取る時臣には「この時代の人間にしては稀少な男」と当初こそはそれなりに認めていたが、やがて魔道に忠実な時臣の性格や鈍重な作戦に退屈を感じ、屈折した精神を持つ綺礼に興味を移し、時臣殺害へと導く。
綺礼から時臣の真意を知らされたことで兼ねてから抱いていた不満が遂に不忠者の処刑を決意させ、時臣の処刑を見届けた後に綺礼と同盟や共犯という形で再契約する。ライダー戦においては、ライダーを「王」と認め、乖離剣エアによってライダーの固有結界「王の軍勢」を破り、唯一無二の朋友の名を冠した「天の鎖（エルキドゥ）」で雁字搦めにし、消えゆく彼と再戦の約束を交わした。また、ライダーのマスターではなく、臣下としてのあり方を貫く覚悟を見せたウェイバーを王の臣下の1人として認め、見逃している。姿を現した聖杯の前でセイバーと対戦し、嬲りながら求婚するも、破壊された聖杯から漏れ出た泥に飲み込まれるが、脱出して受肉し、聖杯戦争が終結した後も冬木にとどまることになる。
彼の召喚には、生前彼が求めた「不老不死の薬草を食べて彼の目の前で脱皮した蛇の抜け殻の化石」が触媒として用いられた。
前述の経緯から、『Fate/stay night』には存在しないはずの8人目のサーヴァントとして登場している。
遠坂葵（とおさか あおい）
声 - 伊藤葉純
- 身長：160cm、体重：50kg、スリーサイズ：B78/W57/H82、血液型：O型、誕生日：9月5日

時臣の妻で、凛と間桐桜の実母。旧姓は「禅城（）」。
時臣の指示で聖杯戦争が始まる直前に凛と共に冬木から鉄道で二駅先にある実家に避難していた。
魔術回路こそ持たないが、かつては魔術師の家系であった禅城家の娘で、才能ある子供を産む体質を持つ。間桐雁夜とは幼馴染の友人同士で、雁夜より3歳年上。雁夜からは好意を寄せられているが、彼の気持ちには全く気付いていなかった。夫に従う控えめな性格で、時臣の決定通り桜を間桐に養子に出したことが雁夜参戦の発端となった。魔術師に嫁ぐ以上は人並みの幸せを望めないと言いつつ、内心では間桐家に桜を奪われたと思っていた。
時臣を裏切った綺礼の策謀により、時臣の死体の傍らに立ち尽くす雁夜に引き合わされ、雁夜が夫を殺害したと思い込んで激昂し、娘に続いて夫を奪った間桐の人間である雁夜を罵倒した上に自身の思いを貶められて逆上した雁夜に首を絞められ気絶する。
その後は酸素欠乏の後遺症と、夫と次女を失った精神的ショックで、現実を正しく認識出来なくなり、妄想の中で時臣、凛、桜と幸せに暮らし続けた。『Fate/stay night』より前に没している。
遠坂凛（とおさか りん）
声 - 植田佳奈
- 身長：124cm、体重：29kg、血液型：O型、誕生日：2月3日

時臣と葵の長女。五大元素使い（アベレージ・ワン）。すでに初歩魔術を行使できる天才。遠坂の血族であることに誇りを持つ、幼き貴族。
父親である時臣とは師弟としてしか接されたことが無く、それが当たり前だと思っていたために頭を撫でられたこともなかった。また時臣の魔術師ゆえの歪みを知らず、立派な父と尊敬しているが、桜の件に関しては母と同様に割り切れておらず、両親が死亡した10年後も桜のことは気にかけている。兄弟子である綺礼には当初から不信感を持っており、敵愾心や警戒心を隠さない。
聖杯戦争が終結した後は時臣の葬儀を経て遠坂の家督を継ぐ。その際、綺礼の気まぐれから、綺礼が時臣から魔術の修了の餞別として授かり、直後に彼を殺害するのに用いた因縁のアゾット剣を授かった際には涙を流している。
TVアニメ版第10話では主役を務め、原作と違って龍之介にさらわれた友人と十数人の子供達を助ける活躍を見せる。
『Fate/stay night』ではメインヒロインのひとり。

### アサシン陣営
言峰綺礼（ことみね きれい）
声 - 中田譲治
- 身長：185cm、体重：82kg、血液型：B型、誕生日：12月28日

アサシンのマスターで、言峰璃正の息子。
父同様に聖堂教会の第八秘蹟会に所属していたが、聖杯戦争の3年前に令呪の兆候が現われてからは、教会と遠坂時臣の思惑により魔術協会に「転属」して時臣の弟子となり、時臣を援護して勝利させる役を担うことになる。
吸血鬼や教義に抵触した魔術師などを狩る異端審問員である「代行者（「TYPE-MOON#共通した舞台設定」も参照）」を若くして務めていた実力の持ち主。代行者の用いる特殊な投擲剣・黒鍵と、殺人拳にまで昇華された八極拳の使い手。魔術師の家系でないことと魔術の鍛錬を修了の一歩手前でやめてしまったことから魔術師としての腕前は見習い修了程度である。
頭脳や身体をはじめ能力的には抜きんでて優秀な人物である。反面、理想も願望も欲求も持ち合わせておらず、普通の人間が目的意識と感じる美しさや喜び、充実感を感じることが全くないという精神的に空虚な性格破綻者で、宗教的環境からの高い倫理観から自らの破綻と歪みに苦しみ、様々な激しい修行に明け暮れたが、聖杯戦争に至るまでに何ら充足を得ることができずにいた。
開戦後は使命を忠実に全うして時臣を補佐するが、破滅的な人生を歩んできた衛宮切嗣に己に似た何かを感じ付け狙う一方で、絶望の淵に立たされている雁夜には執拗な諜報を仕掛けている。実は他人の苦痛や絶望にのみ愉悦を感じる性質であることをアーチャーに見抜かれ、彼の教唆に従って時臣を暗殺しアーチャーと再契約する。再契約後に雁夜を教唆してアイリを確保すると共に、時臣の遺体を用いた愛憎劇を鑑賞した際には一度飲んだ酒を以前より美酒と感じ、悪の悟りを開き始めている。その後、完全な手駒となった雁夜とバーサーカーをセイバーにけしかけておき、自身は父親から受け継いだ予備令呪を魔力源として術を高めることで切嗣との死闘を演じるが、聖杯の泥を浴びて意識を失う。目覚めた直後に切嗣によって殺害されるが、聖杯が破壊された後にアーチャーが受肉すると、契約によるつながりで彼も泥の影響を受けて復活する。そして、冬木の大災害を見た瞬間に、生粋の聖人である父から生まれた自身を涙ながらに「邪悪、鬼畜、歪み、汚物」と称しながらも自らの答えを得るが、過程を通り越した結末に納得がいかず、今度はその方程式を求めるべく「この世全ての悪」の誕生を見届ける決意を固める。
聖杯戦争が終結した後には、時臣の葬儀を進めた後、気まぐれで凛にアゾット剣を渡している。
『Fate/stay night』では正式に監督役として登場しており、『Zero』は『stay night』の彼が持っている「悟りと余裕」を剥奪し「迷いと葛藤」を付加したキャラクター。『Zero』における彼は自らを内省するにあたって、妻に関する記憶など、かなり過去の記憶や事実関係をねじ曲げて語っているため、10年後の達観した自己分析の方が、自らの内面を語る上ではより的を射ている。
TYPE-MOON10周年記念オールキャラクター人気投票では言峰は『stay night』版と『Zero』版で2つ枠が用意されている。
ドラマCD『アーネンエルベの一日』ペンフレンドのネコアルク・カオスに呼ばれた事で臨時ウェイターで登場 、遠坂凛が放ったガンド乱れ撃ちを受けてもビクともしなかったが、カレン・オルテンシアが差し入れたどくだみ茶に混入されていた毒が回り殺される。
アサシン（Assassin）
声 - 阿部彬名 / 川村拓央 / 豊崎愛生 / 徳本英一郎 / 高間陽一郎 / 図師晃佑 / 島﨑信長 / 村上裕哉 / 松本忍 / 佐々木啓夫 / 山本格 / 野坂尚也 / 佐々木義人 / 桑畑裕輔 / 野間田一勝
- 属性：秩序・悪
- パラメータ： 筋力：C 耐久：D 敏捷：A 魔力：C 幸運：E 宝具：B
- クラス別能力：気配遮断：A+ / 保有スキル：蔵知の司書：C、専科百般：A+

言峰綺礼に召喚された暗殺者の英霊。真名は暗殺教団の指導者ハサン・サッバーハ。複数居るハサンの内、多重人格障害を武器とした「百の貌のハサン」。生前、肉体は1つだったが、宝具「妄想幻像（ザバーニーヤ）」により人格ごとに固有の肉体を得られる様になる。但しそれはあくまで1人分の体を分割するものであり、分割する程に弱体化する。聖杯に託す願いは人格の統合。
遠坂に内通する綺礼の策略で、ザイードを捨て駒に最初の脱落者を装いながら陰で諜謀活動に徹する。聖杯問答の後、令呪による指示を受けすべての個体を率いてセイバーとライダーを討つため登場するもライダーの「王の軍勢」によって消滅した。
能力自体はさほど優れてはいないが、偽装を始めとして様々な用途で活用が可能な非常に強力な宝具を持ち、切嗣のような諜報戦を重視するマスターと組んでいれば勝者となり得たサーヴァントという評価を後に公式で得ている。切嗣自身も、騎士道精神を重視する英霊が喚ばれやすいセイバーよりも、結果のみを求める策略向きのキャスターかアサシンを求めていた。
ザイード
声 - 川村拓央
アサシンの人格の内の一つ。男性。
厳戒態勢の遠坂邸に単身潜入するなど、アサシンとしては申し分のないスキルを発揮しているが、他の人格からは「取り立てて得手のない」と一蹴されている。その潜入の際、綺礼と時臣の策謀の捨て駒として、アーチャーによって倒される。
アサ子
声 - 阿部彬名
アサシンの人格の一つ。女性。
グラマーでありながらも筋肉質、長髪のポニーテールに両耳に大きいイヤリングをつけている。
名称は『とびたて！超時空トラぶる花札大作戦』でのもの。
文庫版のイラストや『Fate/Grand Order』などでは、メインの人格として扱われている。
ちびアサシン
声 - 豊崎愛生
アサシンの人格の一つ。女性。他のアサシンとは違い、黒ずくめではなく、普通の褐色の少女。
生前のハサンが拷問を受ける際に表層化させていた、記憶と会話能力を持たない人格。
『Fate/Zero material』で没ネタとして紹介され、『とびたて！超時空トラぶる花札大作戦』や『Fate/Grand Order』で実際に登場した。
でかアサシン
アサシンの人格の内の一つ。男性。
名称は『カプセルさーばんと』でのもの。かなりの巨体の人格。
言峰璃正（ことみね りせい）
声 - 広瀬正志
- 身長：179cm、体重：88kg、血液型：B型、誕生日：12月29日

言峰綺礼の父。聖堂教会の中でも聖遺物の管理・回収を行う第八秘蹟会に属する神父だが、代行者ではない。
第三次聖杯戦争から監督役を務めている。冬木の聖杯がキリスト教とは無縁の物とは既に確証が取れているが、その桁違いの性能は無視できるものではなく、監視を続けている。
謙虚かつ真面目な信仰者で、息子の苦悩については全く知らず、息子が修行に没頭するのは敬虔な信仰心からだと信じている。綺礼の八極拳の師であり、こと純粋に拳法の腕前では綺礼を凌駕する。
冬木の聖杯を下賎の輩から遠ざけ本来の用途に用いるため、古くから親交のある遠坂と共謀して時臣を聖杯戦争の勝者へ導かんと画策する。過去の聖杯戦争においてリタイアした者が使い残した令呪を有しており、彼の判断でその令呪をマスターに委譲する権利を持っている。しかしケイネスに令呪を譲渡した際に、彼によって射殺され、残った令呪は息子・綺礼が遺言を読み取り受け継ぐことになる。
『Fate/hollow ataraxia』、『Fate/Apocrypha』、『Fate/strange Fake』でもその存在が言及されている。

### ライダー陣営
ウェイバー・ベルベット（Waver Velvet）
声 - 浪川大輔
- 身長：157cm、体重：50kg、血液型：B型、誕生日：10月3日

ライダーのマスターで、19歳の青年。
聖杯戦争に加わる動機は自分を見下した連中に己の沽券を示し、魔術師として正当な評価を得ること。
魔術師としては三代目と新参に入るものの、両親の死後に遺産を費やして「時計塔」の学生となる。保守的な魔術師の世界で評価されない不遇に遭っていると、根拠のない自信をもって考えている。魔術師の能力を持つだけの一般家庭に生まれ育ったため、魔術師の常識と伝統に縛られない反面、魔術刻印や魔術回路はお粗末かつ経験も未熟で、そのことに強い劣等感を抱く。
時計塔の講師であるケイネスに「魔術の才能に、家系と塁代は絶対ではない」という内容の論文を馬鹿にされたことを恨み、ケイネス宛の聖遺物を盗み出して、冬木の地で令呪を授かり聖杯戦争に参加する。聖杯戦争の拠点として、冬木市在住の外国人マッケンジー夫妻に、自らが孫であるという暗示をかけて居候する。このことは未熟故の苦肉の策であったが、魔術師の常識を逸脱するため他勢力にとって予想困難な行動であり、長期間の生き残りに寄与することになった。
順調に戦争を勝ち進むが、ライダーに勝たせてもらうという戦局の動きに未熟さを自覚し、人間的な成長を見せていく。戦争終盤、ライダーを自身の王と認め令呪を全てライダーのために使いマスターの権利を放棄するが、ライダーの求めに応じて対アーチャー戦に同行する。ライダーの宝具を出し切り、勝敗が決した時に臣下に勧誘され、それに答えた。これはウェイバーが求めていた正当な評価そのものだった。ライダーが敗れたのちも、アーチャーに対しては一歩も退かずにライダーへの忠義から戦わないと告げたことを、アーチャーがその忠道を「大義」と評して見逃したため、聖杯戦争から生還することになる。
翌朝、マッケンジー夫妻に旅をしたくなった旨を告げ、その資金稼ぎのために暫くは時計塔を休校してアルバイトをすることになる。その後、ライダーが遺した生活の後を眺めつつ、自分が未熟である事を痛感しながらも、彼が買ったゲームを始めることでウェイバーの戦いは終わりを告げた。
後に時計塔の名物講師「ロード・エルメロイII世」となり、ケイネスの死後に起こった混乱を自らの責任と感じ、アーチボルト家の再興に尽力する。本作の20年後、遠坂凛とともに冬木の大聖杯を解体する。『Fate/stay night』より後の時期にも生き残っている唯一の第四次聖杯戦争のマスターである。
『Fate/Zero』で作られたキャラクターだが、同作の出版を遅らせている間に出した資料集、『Character material』にて、ウェイバーとしてより先にエルメロイII世として紹介されている。『大戦略』のTシャツ姿で日本のゲームが趣味。エルメロイII世として多くのシリーズ作品に登場しており、『ロード・エルメロイII世の事件簿』では主人公となっている。
『Fate/Grand Order』では諸葛孔明の依代として疑似サーヴァントとなっている(人格はエルメロイⅡ世)が霊基第三まで霊基再臨をするとライダーのマントを羽織った第四次聖杯戦争期の姿になる。
ライダー（Rider）
声 - 大塚明夫
- 身長：212cm、体重：130kg、血液型：不明、誕生日：不明、属性：中立・善
- パラメータ： 筋力：B 耐久：A 敏捷：D 魔力：C 幸運：A+ 宝具：A++
- クラス別能力：対魔力：D、騎乗：A+ / 保有スキル：カリスマ：A、軍略：B、神性：C

真名はイスカンダル。豪放磊落を地で行く偉丈夫である。宝具は、2匹の神牛が牽引する大型戦車「神威の車輪（ゴルディアス・ホイール）」による蹂躙走法「遙かなる蹂躙制覇（ヴィア・エクスプグナティオ）」と、生前の遠征軍の豪傑たちをサーヴァントとして独立召喚する固有結界「王の軍勢（アイオニオン・ヘタイロイ）」。ホメロスを尊敬し『イリアス』を肌身離さず持ち歩くが、現代文化への順応も早く、ビル・クリントンを難敵と見定め、近代兵器やゲーム機なども欲しがる。
後にアレクセイを名乗り、ウェイバーの友人としてマッケンジー宅に居候の身となる。
聖杯に託す願いは受肉で、その後は自らの力で再び世界を征服することを望んでいる。ギルガメッシュの好敵手として競い合う一方で、セイバーを戦士としては評価するものの対等の王としては認めず、その禁欲的で利他的な悲愴な王道を哀れんでいる。初戦で真名を公に名乗ったり、他のサーヴァントを自らの軍門に下るよう勧誘したりするなど、破天荒な振る舞いで聖杯戦争を撹乱しつづける。綺礼の計略によってセイバーと交戦して「神威の車輪」を失い、アーチャーとの最後の決戦では残った「王の軍勢」をも「天地乖離す開闢の星」によって破られ、単騎突撃の果てに敗北し、王たる生き様をウェイバーに遺して消滅する。
マッケンジー夫妻にはアレクセイは急遽イギリスに帰らなけらばならなくなったと伝えられ、彼がキャスター討伐の日の昼に買ったゲームは初回特典のTシャツとゲーム機共々ウェイバーが持つこととなり、以降日本のテレビゲームは後に成長したウェイバーの趣味となる。
『Fate/stay night』の用語集（『Fate/side material』、PS Vita版SNなどに収録）にて存在が言及されていた。ギルガメッシュの宝具と拮抗する宝具の持ち主であることと、彼の最期が記されている。また原作者である奈須は、彼のクラスはエキストラクラスを予定していたが、著者の虚淵玄の「彼のクラスはライダー」との意見により変更したと語っている。
2012年のTYPE-MOON10周年記念オールキャラクター人気投票結果発表では6位にランクインしており、本作のみに登場するキャラクターの中では最も高い人気を誇る。
作中作であるテレビゲーム『Admirable大戦略』のタイトルがプリントされているTシャツを着ているシーンが描かれているが、元ネタは『大戦略シリーズ』の一つである『現代大戦略シリーズ』である。
『Fate/Grand Order』では、本作での姿の他に少年時代の姿「アレキサンダー」が別サーヴァントとして登場する。

### ランサー陣営
ケイネス・エルメロイ・アーチボルト（Kayneth El-Melloi Archibald）
声 - 山崎たくみ
- 身長：181cm、体重：62kg、血液型：B型、誕生日：4月11日

ランサーのマスター。時計塔では鉱石科のロードかつ降霊科の一級講師。ロード・エルメロイという敬称で呼ばれる。
魔術師としての経歴に「武功」という箔を付けるため、聖杯戦争に参加する。
風と水の二重属性。降霊術、召喚術、錬金術に通じ、魔力の込められた水銀を変幻自在の武器として扱う「月霊髄液（ヴォールメン・ハイドラグラム）」を駆使する。
9代を数える魔術の名門アーチボルト家の嫡男であり、様々な実績を持ち、魔術に絶対的な自信を持つ優れた魔術師であるが、それゆえに疑り深くヒステリックな気性の持ち主で、裏切りの伝承を持つランサーには不信を強める。許嫁のソラウにだけは惚れ込んでいて頭が上がらない。
聖杯戦争のサーヴァント召喚の仕組みを解析した上で、魔力の供給を婚約者であるソラウが、令呪を自らが受け持つ分担戦術をとるが、聖堂教会のマスター登録にはケイネスの名前しか登録していない。
切嗣に勝負を挑むものの、彼の戦術と挑発に嵌り、魔力を最大限に開放したところを、起源弾によって敗れる。魔術回路と魔術刻印を失った上に全身不随となり、ソラウに脅迫される形で彼女にマスターの権限と令呪を委譲する。キャスターが討伐されると、その報酬として言峰璃正に令呪を要求し、受領直後、他のマスターに令呪を渡さぬため璃正を射殺する。最後となるランサーとセイバーの対戦中、ソラウを人質にとった切嗣に、ランサーを自害させる代わりに切嗣によるケイネス、ソラウへの加害を禁じる契約を結ぶか、自害させず契約も結ばないかを迫られる。屈辱に苛まれつつケイネスはランサーを自害させるが、契約によって禁止されていない舞弥からソラウ共々銃撃を受け瀕死になり、見兼ねたセイバーに介錯される。
彼の認識する戦いが「貴族の児戯」程度の域を出ていなかった上に聖杯戦争が魔術師同士の秘術を競い合う決闘という表向きの情報を鵜呑みにした結果、単純な殺し合いである事を承知していた切嗣や御三家のマスター達の策略にはまり、アーチボルト家の没落という結果を招く。TVアニメ版『Fate/stay night [Unlimited Blade Works]』でも、同じ協会から参戦したアトラム・ガリアスタに「遊び半分で参加していた」と蔑まれている。
『ロード・エルメロイⅡ世の事件簿』などで言及されている他、『Fate/Grand Order』のコラボイベントや『カプセルさーばんと』には本人が登場する。
ランサー（Lancer）
声 - 緑川光
- 身長：184cm、体重：85kg、血液型：不明、誕生日：不明、属性：秩序・中庸
- パラメータ： 筋力：B 耐久：C 敏捷：A+ 魔力：D 幸運：E 宝具：B
- クラス別能力：対魔力：B / 保有スキル：心眼（真）：B、愛の黒子：C

騎士道に忠実で、名誉ある戦いを重んずる英霊。
真名はケルト神話のフェニアンサイクルに現れるディルムッド・オディナ。フィオナ騎士団の随一の戦士で、“輝く貌”の異名を持つとされる。美丈夫で、泣きぼくろには異性を魅了する呪いがある。二槍の使い手で、所持する宝具は貫いた物の魔力を打ち消す長槍「破魔の紅薔薇（ゲイ・ジャルグ）」と、決して治癒できない傷を与える短槍「必滅の黄薔薇（ゲイ・ボウ）」。ゲイ・ボウはキャスター掃討戦の際、セイバーの手傷を癒すため自ら折って消滅させる。
ウェイバーにイスカンダルの聖遺物を奪われたケイネスが、急遽手配した聖遺物を使って召喚されている。聖杯には何も望んでおらず、生前の不義への無念と後悔から、マスターへの忠義を果たすことだけを望む。セイバーを好敵手と定め、互いに騎士としての決闘を望んだ。しかし、ケイネスのことは只二度目の忠義を果たす相手としてしか見なかったために最後まで信頼関係を築くことはできなかった。最期はセイバーとの一騎討ちの最中に切嗣の策により令呪によって自害を強いられ、怨嗟と呪詛を叫びながら消滅する。
『Fate/Grand Order』では「憤怒の波濤(モラ・ルタ)」と「激情の細波(ベガ・ルタ)」の双剣を宝具とするセイバークラスで登場、『騎士』としての自覚と自己肯定感が強くなっている。ただし召喚に対するコスト・難易度はランサー時よりも高い。
ソラウ・ヌァザレ・ソフィアリ（Sola-Ui Nuada-Re Sophia-Ri）
声 - 豊口めぐみ
- 身長：165cm、体重：52kg、スリーサイズ：B88/W56/H84、血液型：O型、誕生日：8月19日

ケイネスの許嫁。時計塔の降霊科学部長を歴任する家に生まれる。
兄ブラムが家督を相続したため、政略結婚のためにケイネスの許婚となる。気高くわがままな面が目立つが、それは処世術としての振る舞いに過ぎない。実際の彼女は自分というものが無く、ケイネスのこともどうとも思っていない。わざとランサーのチャームにかかることで彼への恋心という激情を手に入れ、ランサーのマスターとして彼の忠誠を得るべく、戦闘不能に陥ったケイネスから令呪を脅しとり、聖杯によるケイネスの治療を方便にランサーにマスター権の委譲を納得させた。キャスター消滅直後に舞弥に襲われて右手ごと令呪を切り落とされ拉致される。最期は意識を失ったまま切嗣にケイネスとの交渉材料とされ、ランサー消滅後、ケイネス共々舞弥に銃撃されて死亡した。ランサーを消滅させるだけならソラウを拉致せずとも殺すだけで良かったのだが、切嗣はランサーが新たなマスターと契約を結ぶことがないよう、念の為にケイネスともども皆殺しにする策をとった。
魔術師ならば本来ランサーの黒子の呪いを回避することは可能なのだが、彼女の場合はわざとこの呪いにかかっている。また、令呪のある右手を切り落とされた際にも、「ランサーに愛させる」命令を出来ない絶望の方が、右手を失った痛みや出血よりも上回っていた。
原作者である奈須がZeroで一番好きなキャラクターであり、対談ではことあるごとにその愛を語っている。
『ロード・エルメロイⅡ世の事件簿』では父のルフレウスに言及されている。

### バーサーカー陣営
間桐雁夜（まとう かりや）
声 - 新垣樽助
- 身長：173cm、体重：55kg、血液型：AB型、誕生日：3月22日

バーサーカーのマスター。間桐臓硯の戸籍上の次男で、『Fate/stay night』の間桐慎二の叔父にあたる。
臓硯の支配する間桐の家と間桐家固有の魔術を嫌って11年前に出奔し、以来フリーのジャーナリストとして一般人と同様に生きてきた。幼馴染であった禅城葵に好意を寄せており、葵が遠坂家へ嫁いだ後も親しく交際していた。時臣が桜を間桐家に養女として出したことを知って憤慨し、桜を救いだすことを目的に間桐の魔術師として聖杯戦争に参加する。
魔術師としての能力は兄の鶴野よりはマシ程度で、底上げの為に体内に「刻印虫」を宿すことで魔術回路を補強し、その代償に死人のような容貌に加え、多くの臓器の機能を損ない魔術を使うだけで血を吐くほど衰弱し余命幾ばくかの状態となる。時臣に戦いを挑んで惨敗し瀕死となるが、綺礼によって蘇生される。その後、綺礼によって時臣殺害の犯人に仕立て上げられ、葵に痛罵されて錯乱し、葵の首を絞めるが殺す直前に我に返った。その後は完全に綺礼の手駒となり、彼に教唆されバーサーカーをセイバーにけしかけ、暴走するバーサーカーとセイバーの対戦で魔力を失って力尽き、最後の執念で間桐家の桜の下まで辿り着くが、桜を救出して葵と凛のもとに迎えられる幻想を抱きながら息絶える。
TVアニメ放送時に「雁夜おじさん」としてインターネット上で人気になり、制作したアニプレックスの公式ホームページに急遽イラストが掲載された。「この画像を求められている気がした」という説明が付いていた。
バーサーカー（Berserker）
声 - 置鮎龍太郎
- 身長：191cm、体重：81kg、血液型：不明、誕生日：不明、属性：秩序・狂
- パラメータ： 筋力：A 耐久：A 敏捷：A+ 魔力：C 幸運：B 宝具：A
- クラス別能力：狂化：C / 保有スキル：対魔力：E、精霊の加護：A、無窮の武練：A+

傷だらけの黒いフルプレートを纏った謎の騎士で、真名は円卓の騎士サー・ランスロットである。
保有スキル「無窮の武練」により、狂化してなお武芸の冴えを損なっていない規格外の特性を持つ。宝具は、黒い霧によって己の正体を隠蔽する「己が栄光のためでなく（フォー・サムワンズ・グロウリー）」で本来は変身能力の宝具だが、狂化によってパラメータなどの隠蔽に劣化しているものの、令呪を使用することで本来の変身能力も使える。もうひとつは単なる鉄パイプから現代の兵器や戦闘機まで、武器と認識する万物を己の宝具として使用する「騎士は徒手にて死せず（ナイト・オブ・オーナー）」。この能力故、宝具をただ投げつけるアーチャーに対しては善戦し、またキャスター討伐においては駆けつけた自衛隊機を操ってアーチャーと空戦を繰り広げる見せ場が与えられている。セイバーに対し強烈な執着を見せ、その姿を認めれば、他のサーヴァントとの戦闘中でも彼女に襲いかかる。最後の戦いで前述の二つの宝具を封印する代わりに解放した、切り札にしてランスロットの真の宝具「無毀なる湖光（アロンダイト）」でセイバーを圧倒するが、それによって魔力消費が激増し、マスターの魔力供給と自身の貯蔵魔力を瞬く間に食い潰して自滅する。
かつて故国の滅亡とセイバーの死の原因となった罪悪感から、生前セイバーの手によって裁かれることを望んでいたが、セイバーから罪を不問にされたことで却って苦しんでいた。狂化が解けた消滅の間際に本心を告げたが、それが皮肉にもセイバーにとっての呪いとなる。
『Fate/Grand Order』では円卓の騎士としての彼がセイバークラスで登場。
間桐臓硯（まとう ぞうけん）
声 - 津嘉山正種
間桐鶴野と雁夜の戸籍上の父。正体は冬木の聖杯戦争を創立した魔術師の1人、マキリ・ゾォルケン。
延命の為に肉体を大量の蟲に置き換えている。魔術師としての素質が枯渇した間桐の血統を見限り、魔術師を産む装置として遠坂桜を養子に迎えている。自陣営の貧弱さから今回の聖杯戦争は様子見とするつもりだったが、雁夜の懇請により参加を決める。今回勝利できるとは最初から考えておらず、裏切り者・雁夜の苦しむ様子を見ることだけを楽しみにしている。
また、綺礼にも接触して彼が自分と同類である事も見抜いていた。
聖杯が破壊された後に入手した欠片を蟲に変えて桜の体内に埋め込み、「黒い聖杯」に仕立て上げる。『Fate/stay night』では桜ルートでのみ登場する。
間桐桜（まとう さくら）
声 - 下屋則子
- 身長：120cm、体重：25kg、血液型：O型、誕生日：3月2日

遠坂時臣と葵の次女で凛の妹。第四次聖杯戦争の1年前には間桐鶴野の養女になっている。義理の叔父にあたる雁夜とは「遠坂桜」の頃から交流がある。
間桐家ではその魔術を体に刻む為、蟲による性的暴行を受けており、以前とは別人のように感情表現に乏しくなっている。時臣の意図に反して臓硯に桜を魔術師として育てる気はなく、強力な手駒を生み出すための母体としての利用価値しか認められていない。
雁夜が何をしているのかは理解していない。彼の蟲に食い尽くされる最期を目の当たりにした事で、臓硯に逆らった者の末路を思い知らされ、雁夜の目的とは裏腹に、その死は更に桜の心を間桐家に縛り付ける事となった。
凛でなく桜が養子に出されたのは、次女であることと「架空元素・虚数」という属性が希少すぎて時臣が適切な指導ができないためである。
『Fate/stay night』のメインヒロインのひとり。
間桐鶴野（まとう びゃくや）
声 - 鳥海勝美
間桐雁夜の兄で慎二の父。名目上は間桐家の五代目にして当代の頭主。臓硯の命令で桜を蟲で嬲っていた。
本来であれば自分よりも魔術の素養が上である弟の雁夜が家督を継ぐはずであったが、その雁夜が出奔したために仕方がなく当主の座に収まっている。それ故に「自分に全ての責任を押し付けた」と雁夜を恨んでいるために兄弟愛は皆無であり、彼が間桐家に戻って以降も関係は断絶したままとなっている。
今回の聖杯戦争とは直接関係しないが、聖杯戦争への恐怖と自らへの無力感から夜ごと酒に逃避していたところを、誘拐されたアイリスフィールを捜す切嗣に捕まり、右手を失った。
聖杯戦争終了後には生き延びていたが、『Fate/stay night』では3年前の回想を最後に登場しない。

### キャスター陣営
雨生龍之介（うりゅう りゅうのすけ）
声 - 石田彰
- 身長：174cm、体重：65kg、血液型：B型、誕生日：1月31日

キャスターのマスターで、美を追求して殺人を繰り返すシリアルキラー。外見は優男である。
実の姉を含め既に40人を超える殺人に手を染めているが、卓越した証拠隠滅と捜査撹乱の才能によって警察の捜査を逃れており、中には事件として発覚・立件すらされていないケースまである。
殺人に対するマンネリズムとモチベーション低下に悩んでいたところ、実家の倉で見つけた「悪魔を呼び出す」という古文書の記述を用いて儀式殺人を行い、偶然にもキャスターを召喚する。自身の家系がかつて魔術師であったことは全く知らなかったが、召喚によって魔術回路も開かれている。
キャスターを殺人の師と仰ぎ意気投合する。信仰心は無いが「世界の脚本を書いている存在」として神の存在を確信し「神は人間賛歌も絶望も等しく愛しており、故に礼賛も冒涜も信仰として受け止め、そんな世界を延々と創り続けているのだから、この世界は神の愛に満ちている」という独自の哲学を持っており、キャスターを敬服させる。享楽的芸術的殺害という共通目的があるため、最も凶悪であるにも関わらず、聖杯戦争に参加する7組の中で最もマスターとサーヴァントの結束が固いという皮肉な結果となる。キャスターが「海魔」を召喚した際、野次馬の中で騒いでたところを切嗣に狙撃され、求めていた死というものが他でもない自分自身の中にあったという答えを見いだし、自身の死に深い満足を覚えながら死ぬ。
キャスター（Caster）
声 - 鶴岡聡
- 身長：196cm、体重：70kg、血液型：不明、誕生日：不明、属性：混沌・悪
- パラメータ： 筋力：D 耐久：E 敏捷：D 魔力：C 幸運：E 宝具：A+
- クラス別能力：陣地作成：B、道具作成：－ / 保有スキル：精神汚染：A、芸術審美：E-

龍之介が遊び半分で行なった儀式によりはからずも召喚してしまったサーヴァント。
真名は英仏百年戦争のフランス軍の元帥、ジル・ド・レェ。
触媒を用いない召喚であったことから、龍之介の精神性に近い人を殺すことに異常な美学を持っており、犠牲者を材料にして吐き気を催すような工芸品を創作する龍之介には「青髭の旦那」と慕われ、キャスターもまた殺人鬼である龍之介に敬意を表している。
宝具能力に特化した召喚師（サモナー）で、キャスターのクラスが保有する道具作成のスキルと引き換えに顕現し、それ自体が魔力炉の役割を担う宝具「螺湮城教本（プレラーティーズ・スペルブック）」。「螺湮城」は中文で『ルルイエ』のことであり、本書の正体はジル・ド・レェが親交を持っていたとされるフランソワ・プレラーティが訳者であると設定され、クトゥルフ神話のフィクション作品に登場する架空の書物『イタリア語版ルルイエ異本』であることが強く示唆されている。これにより、海魔の魔力を循環させた無制約な召喚魔術が可能であり、事実上底なしの魔力を有する。
キャスターのクラスである陣地作成の能力は保有しているが、生前は魔術師でなかったために魔術の秘匿については無頓着であり、ウェイバーの初歩的な錬金術によって工房を発見されている。
敬愛し崇拝し、再会することが自身の宿願であったジャンヌ・ダルクがセイバーであると思い込んで付け狙う。聖杯戦争のルールを無視して大っぴらに児童の誘拐・殺人を繰り返したため、監督役の璃正から危険視され、各マスターの討伐対象となる。工房をライダーに破壊された後、龍之介の独特の哲学と信仰に感銘を受け、冬木市中心部の未遠川にて巨大な「海魔」を召喚し暴走する。龍之介の死後も彼との約束である「最高のCOOL」を手向けるため暴走するが、セイバーの「約束された勝利の剣」によって海魔もろとも消滅する。
最後に受けたセイバーの剣の光が、かつてジャンヌと共に歓喜の祝福を受けた光と重なり、かつての高潔な精神を涙と共に思い出しながら消滅していく。
実は2人の殺人の趣向は噛み合っておらず、下手をすれば出会い頭に龍之介が殺されていたという旨が奈須により語られている。
『Fate/Grand Order』では百年戦争期の騎士としての姿であるセイバークラスとペロー童話などに伝わる殺人鬼「青髭」としての要素だけを抽出したキャスタークラスのサーヴァント「青髭」(姿はセイバー時のジルに似ている)が登場。

### 冬木市の人々
グレン・マッケンジー（Glen Mackenzie）
声 - 西川幾雄
冬木市に在住する老人。来歴は原作小説と『Fate/Zero material』で大きく変更されている。
『Fate/Zero material』によると、元はオーストラリア人で、40年以上前に商社マンとして家族と冬木に引っ越す。冬木を非常に気に入って永住を決意し、脱サラして貿易会社を立ち上げて無難に経営し、引退後は英会話学校の非常勤講師などを務めている。息子のクリスとその家族は日本に馴染めず、カナダのトロントに移住している。
暗示によってウェイバーを孫と思い込まされ、ウェイバーの寄宿先となっている。しかし、過去の記憶との齟齬によりウェイバーが自分の孫でないことに気づく。しかし、彼やライダーの存在でマーサが明るくなったことなどに礼をいい、彼らを暖かく受け入れる。決戦に赴こうとするウェイバーに「命と秤に掛けられる物は、結局のところ何も無い」と語った。
ドラマCD『アーネンエルベの一日』や『ロード・エルメロイⅡ世の事件簿』でも言及されている。
マーサ・マッケンジー（Martha Mackenzie）
声 - 峰あつ子
グレンの妻。暗示によってウェイバーを孫と思い込まされる。
以前は息子や孫たちが日本を離れてしまったためかやや塞ぎ込んでいたが、ウェイバーがやってきてからは少し明るくなった。
コトネ
声 - 小林桂子（ドラマCD） / 瀬戸麻沙美（テレビアニメ）
遠坂凛のクラスメートで、親友。男子からいじめられているのを凛に助けられたりしていた。
雨生龍之介とキャスターが跋扈する中で行方不明になり、惨死したことが示唆されている。
TVアニメ版では原作小説と異なり、龍之介の手にかかる直前で凛によって救出される。
仰木（おおぎ）
声 - 川村拓央（ドラマCD） / 井上剛（テレビアニメ）
航空自衛隊の一等空尉。「ディアボロI」というコールサインでF-15戦闘機を操縦する。
冬木市警察に要請され「海魔」騒動に赴くが、バーサーカーの「騎士は徒手にて死せず」によって戦闘機をバーサーカー配下の宝具とされる。F-15Jがアーチャーとの戦闘に使用され、本来のF-15Jには不可能な急機動のGに耐え切れず死亡。
小林（こばやし）
声 - 高橋伸也（ドラマCD） / 奥村翔（テレビアニメ）
航空自衛隊の三等空尉。「ディアボロII」というコールサインでF-15戦闘機を操縦する。
仰木とともに冬木市に赴く。遭遇した「海魔」に接近して確認しようした所で捕獲されてしまい、機体ごと捕食される。
藤村大河（ふじむら たいが）
声 - 伊藤美紀
穂群原学園に通う女子学生。
藤村家は冬木市でも指折りの大家で、聖杯戦争後に切嗣が冬木に落ち着くことになった際の後見人になっている。切嗣に一目惚れし、切嗣も彼女にシャーレイの面影を感じていた為、甘やかしてしまった。切嗣に惹かれながらも破滅しなかった唯一の女性でもある。
原作小説には登場しないが、用語集で一項目が設けられているほか、TVアニメ版・漫画版で登場した。Blu-ray Disc Box II付属のドラマCDでは、衛宮家に入り浸っている様子も描かれ、切嗣に剣道の稽古を付けてもらっていた。切嗣から士郎に魔術を教えるか否かの参考に剣道で喩えた問答をかけられると、彼女は出鱈目を教え役に立たないと騙し諦めさせると答え、それでも気づかず続ければむしろ立派で剣道とは違う道を行き、そんな人が間違いを犯すことはないと解き、切嗣を感服させている。
『Fate/stay night』には主人公の姉貴分として登場する。
弟子ゼロ号
声 - 金元寿子
「おねがい！アインツベルン相談室」に登場する、記憶喪失の女子中学生。髪をポニーテールにし、穂群原学園のジャージを着ている。少女時代の大河と違い、耳は髪で隠れている。
正体を知るアイリ師匠からは最初「ティーちゃん」、後に「ゼッちゃん」と呼ばれる様になる。
山籠もり中に遭難していたところをアイリ師匠に助けられたらしい。このこともあって彼女を尊敬し、師匠と仰いでいる。直接は語られていないが、後の「タイガ師匠」。ポジションとしてはSNにおける「弟子1号」。
衛宮士郎（えみや しろう）
声 - 野田順子
『Fate/stay night』の主人公。
終盤で切嗣が令呪によってセイバーに聖杯を破壊させたで引き起こした大災害の中から、切嗣が唯一救いだすことのできた少年である。その後、切嗣は身寄りを喪った彼を引き取り養子として迎えた。作中に挿入されるカウントダウンは、切嗣が彼を救い出し2人が出会うまでの時間を示している。
彼は自分を救ってくれた切嗣に対して異常な憧れを抱いており、切嗣はずっとその歪みを危惧していた。だが最期の夜、彼が「正義の味方になる」という切嗣の夢を自分が引き受けると言った時に、切嗣は自分とは違うこの誓いの思い出があればきっと大丈夫だ、自分のように道を誤ることは無かろうと安心して逝く。こうして養父の夢は養子に託された。
Blu-ray Disc Box II付属のドラマCDでは出会ってから2年後の様子が描かれている。すでに食卓を取り仕切っており、切嗣や大河の健康を考えて和食メインの献立にしているが、ジャンクフードを好む切嗣には不満を持たれている。身体に埋め込まれた「全て遠き理想郷」は子供には強すぎるらしく、耐性を付ける為（という名目で実際はトラウマを和らげる為）、切嗣が魔術で造った薬を服用している。2年、切嗣に魔術を教えて欲しいと請い続け、ドラマCDの最後で魔術回路を造る訓練に入る。この時、切嗣から、魔術はつまらないからいつでも辞めていいと言われ、また魔術師の覚悟と、自分のためではなく他人のために使え、魔術使いになれ、と説かれている。この時、切嗣が説明に用いた「トレース」の言葉が後に彼の呪文「トレース・オン」に繋がっていく。

### 衛宮切嗣の過去に関わる人物
シャーレイ（Shirley）
声 - 高垣彩陽
アリマゴ島という熱帯気候の島に住む才気あふれる少女。切嗣の初恋の相手。彼の愛称、「ケリィ」の名付け親でもある。島民が切嗣を「ケリトゥグ」と訛らせて発音していたところ、彼女が縮めて呼び始め、島民にも定着した。
「アリマゴ」は蟹を意味する単語で、「昔、この島は海の神に供物を捧げる場所だったが、病気の母親に食べさせるものがなくなった少女が供物に手を付け神の怒りを買って沢蟹の姿に変えられた。以来、この島の沢蟹を食べると病気が治るようになったとされ、彼女の母親の病気もそれで治ったという言い伝えがある。
小学校すらない島で通信教育だけで13歳で修士課程を修了した。衛宮父子の家事を手伝うかたわら、矩賢に簡単な魔術の手ほどきを受けていた。矩賢も彼女の才能は認めていたが、魔術は一子相伝であるためあくまでも助手であり弟子ではなく、それは彼女自身も承知していた。
矩賢が開発した試薬を好奇心から使用し、不完全な死徒化を果たす。切嗣に自らを殺すように懇願するも、彼はどうにかシャーレイを元に戻そうと奔走したため、騒ぎを聞きつけた聖堂教会の代行者と魔術教会の執行者により島民は皆殺しにされる。彼女の末路は描写はないが殺害されたと思われる。彼女を殺せなかったこと、そして生前彼女から向けられた「（魔術という世界を変えるだけの力を手に入れて）どんな大人になりたいの？」という質問が、切嗣の将来を大きく左右することとなる。
衛宮矩賢（えみや のりかた）
声 - 千葉一伸
切嗣の父で衛宮家4代目の魔術師。小因果における時間操作の魔術を究めることで根源へ到達しようとした。
学問では習得の不可能な、1代限りの希有な才能に対し、魔術協会がサンプルとして保護する旨を伝える令状である「封印指定」を発布されている身であり、封印指定された術者は保護の名の下に一生涯幽閉されるという、魔術師にとっての最高の誉れであり、同時に捕まることで魔術師として絶対不可欠な研究が出来なくなる最大の災難ため、魔術師としての矜持から大半の者は逃亡することを選ぶとされているように、逃亡潜伏中のアリマゴ島で、「根源に至る」という目的を遂げるために必要となる途方も無い時間を得るべく、死徒化の研究をしていた。島に潜伏して1年ほどたった頃に起きた試薬による事故を皮切りに研究が露見して魔術協会と聖堂教会双方の介入を招き、島から脱出を図ったところを切嗣によって射殺された。遺体は協会に引き渡されるが、ナタリアの交渉により、2割未満の"残り滓"ではあるものの手段として魔術を扱う分には十分な量の魔術刻印が切嗣に継承される。
魔術師らしい冷徹な性格だが、息子に向ける愛情は本物であり、他人が犠牲になっても息子を犠牲にすることは絶対に考えず、死徒化の研究も魔道を継ぐ息子のために行っていた。妻は切嗣を産んで間もなく魔術協会からの追っ手に殺されている。
『ロード・エルメロイⅡ世の事件簿』では彼の魔術が利用される。
ナタリア・カミンスキー（Natalia Kaminski）
声 - 渡辺明乃
短い銀髪と碧眼という出で立ちの魔術使い。魔術協会には属していないが、情報を提供したり、報奨金を目当てに執行者として封印指定の魔術師を狩ったりして取引をしている。何よりも自分が生き残ることを優先する。喫煙者。
サキュバスを先祖に持ち、吸精を行うことが可能。アリマゴ島で出会った切嗣を引き取って補佐として使役し、また自らの「狩り」の技術を教え込んだ。彼が母のように慕った女性。彼女自身は異性として切嗣に惹かれていたらしい。切嗣がヘビースモーカーになったのはナタリアの影響である。TVアニメ版で彼女が吸っていた「焔龍」という架空の煙草は『空の境界』の蒼崎橙子が吸っていたものと同様である。
オッド・ボルザーク殺害を遂行した際、ボルザークが持ち込んだ死徒蜂によって、乗員乗客が屍食鬼（グール）となった飛行機内に1人取り残される。自分が生き延びるために飛行機を着陸させようとするが、切嗣は屍食鬼の上陸を防ぐために、ブローパイプ（TVアニメ版ではスティンガーミサイル）で彼女もろとも旅客機を撃墜する。
TVアニメ版では、切嗣に起源弾を作って譲り渡したのは彼女ということになっている。また、最期に旅客機が撃墜される際には笑みを浮かべており、切嗣の選択を予期していたかのような描写があり、漫画版では完全に切嗣ならそうすると認めたうえで恨まずに受け入れた。
シモン
声 - ふくまつ進紗
アリマゴ島にある教会の神父。
温厚な性格ではあるが、魔術師である衛宮家を常に警戒しており、シャーレイに対しては衛宮邸に出入りしないようにとたびたび注意していた。シャーレイの死徒化事故の際、切嗣の通報を受けて聖堂教会に事態への対応を問い合わせたために代行者の介入を招くことになり、結果島は火の海に沈む。
TVアニメ版では死徒に襲われて自身も死徒化し、ナタリアに射殺されている。
オッド・ボルザーク（Odd Borzak）
声 - 坂巻学
「魔蜂使い」と呼ばれる魔術師。限定的ながら死徒化にも成功している。
人間を屍食鬼にする毒針を持った「死徒蜂」を使い魔として使役しており、協会からも危険視されている人物。偽の容姿と名前を用いて長年行方を晦ましていたが、パリ発ニューヨーク行きのエアバスA300に搭乗するという情報を得たナタリアによって捕捉され、機内で殺害された。しかし機内に死徒蜂を体内に隠して持ち込んでおり、死後もその猛威を振るったために、機内のナタリアを除く乗客乗員300名を屍食鬼に変貌させた。
『Fate/strange Fake』では彼の縁者、ハルリ・ボルザークが登場している。

### 英霊たちの過去に関わる人々
ギネヴィア
アーサー王（セイバー）の妻。アーサー王の同盟者レオデグランス王の娘。
アーサー王ことアルトリアの正体は女性であったが、彼女の理想と信念に共感し、ブリテンに王国としての体裁をもたらすためにアルトリアに嫁いだ。後に謁見によりランスロット（バーサーカー）と出会い、恋を知る。恋と理想との葛藤の果てにランスロットへの愛を選ぶが、2人の不義はアーサー王を追い落とそうとする者によって暴かれ、ランスロットと共に背徳者として弾劾される。
モードレッド
アーサー王（セイバー）の不貞の子で、円卓の騎士の1人。後にアーサー王に対して反乱を起こし、王国崩壊の原因を作った。
本作ではアーサー王に槍で刺し殺された姿で登場する。アニメ版の一期のエンディングでも同様の姿が絵画に準えた形で描かれている。
キャラクターとしての設定は『Fate/stay night』のアニメ化に際して起こされた。『Fate/Apocrypha』では女性として設定し直された上で、セイバーのサーヴァントとして登場している。
エルキドゥ
声 - 高橋伸也（ドラマCD）
ギルガメッシュ（アーチャー）の唯一無二の朋友で、当代で彼と比肩しえた唯一の存在。
泥から作られた人だったが、知性と理性を得てギルガメッシュと出会い友となり、共に様々な冒険を行った。しかし、2人の増長は神の怒りに触れ、エルキドゥは衰弱死してしまう。ギルガメッシュのただ1人の理解者である自分の死が彼を孤独にしてしまうことを悔やみながら息を引き取り、それがギルガメッシュの人に対する価値観を決定づけた。
ギルガメッシュにとって生前のエルキドゥとの出会いや共に歩んだ人生は何よりも変えがたい宝物であり、その生き様はいまもなお心に刻まれている。その存在は、己が持つ全ての財を持ってしてなおも眩しく輝くものとされる。
『Fate/strange Fake』などでランサーのサーヴァントとして登場する他、『Fate/EXTRA CCC』でも詳しく言及されている。
グラニア
声 - 中川里江
コーマック・マック・アートの娘で、エリン（アイルランドの古い呼び名）の王女。ディルムッド（ランサー）の妻。
フィン・マックールと婚約していたが、その宴の夜にフィンの部下だったディルムッドと出会う。魅惑の黒子によってディルムッドに恋焦がれ彼に聖誓を課し、ディルムッドを背徳の騎士へと駆り立てた。
フィン・マックール
声 - 楠見尚己
ディルムッド（ランサー）が名を連ねる、フィオナ騎士団の首領。
アイルランドにおいて大王に勝るとも劣らない功績と勇名を誇る老雄で、その手に触れた湧水に癒しの力を与えるなど、数々の奇跡の能力を所持している。同じく騎士のクーアルの子で、息子に詩人のオシーン、孫に騎士のオスカーがいる。大王の娘・グラニアと婚約を結んでいたが、彼女がディルムッドを唆して逃亡を図ると、彼らに幾人もの追手を遣わした。後にディルムッドとは和解するものの、狩場にて重傷を負った彼を見て、過去の恨みを思い出して見殺しにした。
伝説では当初は美しい金髪で後に呪いを受けて銀髪になったとされるが、TVアニメ版と漫画版では黒髪で描かれた。『Fate/Grand Order』では伝説通り金髪のランサーとして登場する。
コーマック・マック・アート
声 - 大木民夫
ケルト神話におけるエリン（アイルランドの古い呼び名）の上王。
ディルムッド（ランサー）やフィンにとっては主筋に当たる。娘のグラニアをフィンに嫁がせることを決め、盛大な祝宴を催した。
王の軍勢
かつてイスカンダル（ライダー）と共にユーラシア大陸を駆け巡った、マケドニアの将兵たち。
各個が英雄たる逸話を持つ英霊である。イスカンダルの宝具「王の軍勢（アイオニオン・ヘタイロイ）」によって固有結界内に召喚される。
ドラマCD版では声の出演に虚淵玄や奈須きのこが参加している。
ブケファラス
イスカンダルの愛馬。性別は雌。
馬ではあるが、神格を与えられた英霊であり、王の軍勢の一員である。
ミトリネス
声 - 川村拓央（ドラマCD） / 橋詰知久（テレビアニメ）
イスカンダルの親衛隊の一員。
キャスター戦では、結界外にいるウェイバーへの伝令を務める。

ジャンヌ・ダルク
英仏百年戦争の英雄で救国の乙女と謳われた少女。
信仰心に篤く、神がかった統率力でフランスの危機を幾度も救った。しかしコンピエーニュの戦いでイギリス軍に捕らわれ、あらゆる人権を剥奪されたうえに宗教裁判によって魔女の烙印を捺され、火刑に処された。ジル（キャスター）とは戦友にあたる間柄だが、ジルからは「聖処女」と崇拝に近い恋慕を向けられており、彼女の悲惨な最期がジルを狂気に誘っている。
『Fate/Apocrypha』などではルーラーのサーヴァントとして登場する。

### その他
ウェイバーの祖母
魔術師の家系としてのベルベット家初代。ある魔術師の愛人時代にピロートーク感覚で初歩魔術を習ったというだけである。
ウェイバーの母
ベルベット家二代目の魔術師。だが、「母の形見であり、思い出なのだから大事にしよう」程度の感覚で継承しただけ。しかも権謀術数渦巻く魔術師社会の政治的ヒエラルキーやそこに巻き込まれることの危険性を嫌っていたため、これまた魔術師としては全くやる気は無かった。

## 書籍
- Vol.1 「第四次聖杯戦争秘話」2006年12月29日発売、解説：奈須きのこ（奈須茸名義）
- Vol.2 「王たちの狂宴」2007年3月31日発売、解説：東出祐一郎
- Vol.3 「散りゆく者たち」2007年7月27日発売、解説：田中ロミオ
- Vol.4 「煉獄の炎」2007年12月29日発売、解説：奈須きのこ

文庫版
星海社文庫より発売。全6巻。2011年1月11日の第1巻発売より、以下6か月連続刊行。
- 『Fate/Zero 1 -第四次聖杯戦争秘話-』2011年1月11日発売、ISBN 978-4-06-138903-8
- 『Fate/Zero 2 -英霊参集-』2011年2月9日発売、ISBN 978-4-06-138904-5
- 『Fate/Zero 3 -王たちの狂宴-』2011年3月10日発売、ISBN 978-4-06-138906-9
- 『Fate/Zero 4 -散りゆく者たち-』2011年4月7日発売、ISBN 978-4-06-138908-3
- 『Fate/Zero 5 -闇の胎動-』2011年5月11日発売、ISBN 978-4-06-138910-6
- 『Fate/Zero 6 -煉獄の炎-』2011年6月10日発売、ISBN 978-4-06-138912-0

## テレビアニメ
『TYPE-MOON × ufotable プロジェクト』第2弾として、2011年10月より2012年6月まで独立局ほかにて放送された。全25話。分割2クールの放送形態を取ったため、第13話までを第1期として2011年10月から12月まで放送。3か月の休止期間を経て、第2期放送開始前に2週にわたって総集編『Remix I』『Remix II』を放送した後、第2期（第14話 - 第25話）『Fate/Zero 2ndシーズン』が2012年4月から6月までが放送された。原作をTYPE-MOON、製作をアニプレックス、制作をufotable、音楽を梶浦由記が担当するなど製作陣のほとんどが『劇場版 空の境界』からの続投である。

### 製作
アニメ化企画は原作1巻が発売された直後の2007年。アニプレックスのプロデューサー岩上敦宏がTYPE-MOON代表の武内崇に提案。その際、武内は「アニメ化はまだ早い」と一度アニメ化を断る。その後、原作4巻が発売された後、武内から改めて「映像化を目指したい」と相談を受け、2008年に企画が始動した。この時点でufotableが制作を担当することはすでに決定していた。TVアニメとなった理由は「毎週、続きが楽しみになるような作品にする」ためである。『Fate/Zero』をアニメ化する企画過程で岩上が虚淵に持ちかけた企画が『魔法少女まどか☆マギカ』である:108頁。
脚本会議・アフレコ収録には原作者の虚淵玄が参加した。また、『Fate/stay night』原作者の奈須きのこはアドバイザーとして参加。最終話のバーサーカー関連のことについては自らもシナリオ打ち合わせに参加した。虚淵は監修のほかにBDBox I・IIの特典ドラマCDの脚本を担当。Box Iは切嗣とアイリスフィールの出会いを描いた前日譚、Box IIは切嗣と士郎の生活を描いた後日譚となる。そのうち、前日譚は第2期のED映像として描かれた。
アニメーション制作を担当するufotableは本作が初の2クールTVアニメ作品となる。制作は脚本制作から撮影まで、多くの作業をufotable社内で行っており、一般的なTVアニメでみられる、グロス請け（他社に数話分の制作をすべて依頼する工程）を行っていない。
キャラクターデザインは『空の境界』でキャラクターデザインを担当したufotable所属の須藤友徳に加えて、新たに須藤と同じ専門学校出身である碇谷敦が参加。二人で作業を分担してデザインを行っている。須藤はセイバー陣営、アーチャー陣営、ランサー陣営のほか、言峰綺礼、間桐桜などの『stay night』に登場する人物を担当。碇谷はライダー陣営、バーサーカー陣営、キャスター陣営、アサシンなどを担当した。
バーサーカーの制作は、大まかなアクションを指示したラフ原画に合わせて、CGと作画を撮影で合成している。
音楽の一部には、映像に合わせて曲を制作する「フィルムスコアリング方式」を採用している。
担当声優はドラマCDと共通である。

### プロモーション
本作では、従来放送局ごとに日時に差があるのが一般的であった深夜アニメ作品の放送日を、できるだけ同日に設定するという試みが行われた。また、日本国外でのインターネット配信も日本での放送日と同日に行われている。2011年時点ではインターネットやモバイル端末の発展によって視聴者同士の交流が進んでおり、こうした試みはネットでリアルタイムに情報を得たり交わしたりしながら番組を楽しむような視聴者の需要に応えるものとして注目された。
ニコニコチャンネル内の特設ページでは、全8か国語を字幕（英語、フランス語、ドイツ語、イタリア語、スペイン語、韓国語、中国語・繁体字、中国語・簡体字）付きで全世界（日本を除く）に向けて1週間無料配信を行う。
第1期放送前には各週ごとに登場人物7陣営それぞれを主役にした陣営別CMが7本公開され話題を呼んだ。第1話は1時間SPとなった。理由は第1話のラストに英霊たちの召喚シーンを持ってくるため。放送枠に入らなかった場面も存在しており、それらはBDBOXに特典映像として追加された。また、特典映像としてFateの世界観を解説する「お願い！アインツベルン相談室」が制作された。奈須きのこが脚本、武内崇が絵コンテとして参加している。
ufotable関連店舗ではコラボカフェやリアルタイム視聴会が行われた。また、ufotable運営のアニメイベント「マチ★アソビ」ではトークショーや上映会など様々なイベントが行われる。

### 関連作品
2014年、本編にあたる『Fate/stay night』を『空の境界』、『Fate/Zero』に引き続きufotableにより分割2クールTVアニメ作品、3部作劇場アニメ作品として再び映像化されることが発表された。TVアニメの監督は、『Fate/Zero』で第1期OPの絵コンテ・演出などを務めた三浦貴博。『Fate/Zero』第19話の制作終了後、第19話の絵コンテを担当した三浦はTYPE-MOONの武内から依頼された『Fate/stay night [Réalta Nua]』のOP制作に取り掛かる。その後、TYPE-MOON Fes.で公開されたときの観客の歓声がきっかけとなり『Fate/stay night』の制作が決まり、OP監督を務めた三浦が監督に指名された。一方、劇場アニメの監督は『Fate/Zero』のキャラクターデザイン・作画監督、第5話絵コンテ・演出を務めた須藤友徳。以前よりTYPE-MOON作品の大ファンとして奈須きのこにも知られており、劇場アニメ化が決まった際に監督に自ら立候補した。
2019年7月、『Fate/Zero』にて生き残ったウェイバー・ベルベットのその後を描く物語『ロード・エルメロイII世の事件簿』が1クールTVアニメとして制作・放映される。『Fate/Zero』にて監督を務めたあおきえいがスーパーバイザーや演出家として関わり、あおきが取締役を務めるTROYCAがアニメーション制作を務める。『Fate/Zero』を制作したufotableも原画などで本作に関わっている。物語としては、TVアニメ『Fate/Zero』と同じ世界線の物語になる。奈須きのこは当初『Fate/Zero』を「正史」、2017年に『Fate/Zero』は「『Fate/stay night』の前日譚」であると発言した一方で、2014年ゲーム『stay night』の再アニメ化決定の際に『Fate/stay night』は『Fate/Zero』の続編ではなく、完全には繋がっていないと発言し、2015年に『Fate/Zero』は『Fate/stay night』と登場人物や勝敗などの条件は同じだけであるが少し違う世界、『Fate/stay night』と『ロード・エルメロイⅡ世の事件簿』は完全に同じ世界の物語ともしている。

### スタッフ
- 原作 - 虚淵玄、TYPE-MOON
- 監督 - あおきえい
- 監督補佐 - 恒松圭
- 脚本 - ufotable（佐藤和治、桧山彬、吉田晃浩）、実弥島巧
- キャラクター原案 - 武内崇
- キャラクターデザイン - 須藤友徳、碇谷敦
- 色彩設計 - 千葉絵美
- 美術監督 - 衛藤功二
- 撮影監督 - 寺尾優一
- 3D監督 - 宍戸幸次郎
- 編集 - 神野学
- 音響監督 - 岩浪美和
- 音楽 - 梶浦由記
- プロデューサー - 岩上敦宏、太田克史、竹内友崇、土居由直、近藤光
- 制作プロデューサー - 近藤光
- アニメーション制作 - ufotable
- 製作 - アニプレックス、星海社、ノーツ、ニトロプラス、ufotable

### 主題歌
第1期
オープニングテーマ「oath sign」（第2話 - 第10話、第12話 - 第13話、Remix I・II）
作詞・作曲 - 渡辺翔 / 編曲 - とく / 歌 - LiSA
第1話ではエンディングテーマとして使用。第11話はオープニングが無いため不使用。
エンディングテーマ「MEMORIA」（第2話 - 第13話、Remix I）
作詞 - Eir, Fumio Yasuda / 作曲 - Fumio Yasuda / 編曲 - 下川佳代 / 歌 - 藍井エイル

第2期
オープニングテーマ「to the beginning」（第14話 - 第17話、第20話 - 第23話）
作詞・作曲・編曲 - 梶浦由記 / 歌 - Kalafina
「Remix II」のエンディングテーマとしても使用。第18話、第19話、第24話はオープニングが無いため不使用。第25話ではエンディングテーマとして使用。
エンディングテーマ
「空は高く風は歌う」（第14話 - 第17話、第20話 - 第24話）
作詞・作曲 - 梶浦由記 / 編曲 - 森空青 / 歌 - 春奈るな
「満天」（第18話、第19話）
作詞・作曲・編曲 - 梶浦由記 / 歌 - Kalafina

### 各話リスト
各話のサブタイトルは、Bパート終了時にカウントダウンと共に表示される。過去編となる第18話、第19話では、カウントダウンではなく「sometime, somewhere」が表示された。第25話のAパートラスト（切嗣が士郎と出会った瞬間）でカウントダウンが00:00:00になった（Bパートはエピローグ）。第1話は1時間で放送された。
| 話数        | サブタイトル   | 絵コンテ    | 演出                       | 作画監督                                            | 初放送日       |             |             |             |             |             |             |             |             |             |             |             |             |             |             |             |             |             |             |             |
| 1stシーズン | 1stシーズン    | 1stシーズン | 1stシーズン                | 1stシーズン                                         | 1stシーズン    | 1stシーズン | 1stシーズン | 1stシーズン | 1stシーズン | 1stシーズン | 1stシーズン | 1stシーズン | 1stシーズン | 1stシーズン | 1stシーズン | 1stシーズン | 1stシーズン | 1stシーズン | 1stシーズン | 1stシーズン | 1stシーズン | 1stシーズン | 1stシーズン | 1stシーズン |
| ----------- | -------------- | ----------- | -------------------------- | --------------------------------------------------- | -------------- | ----------- | ----------- | ----------- | ----------- | ----------- | ----------- | ----------- | ----------- | ----------- | ----------- | ----------- | ----------- | ----------- | ----------- | ----------- | ----------- | ----------- | ----------- | ----------- |
| 1           | 英霊召喚       | あおきえい  | あおきえい                 | 須藤友徳 碇谷敦                                     | 2011年 10月2日 |             |             |             |             |             |             |             |             |             |             |             |             |             |             |             |             |             |             |             |
| 2           | 偽りの戦端     | 恒松圭      | 恒松圭                     | 須藤友徳 碇谷敦                                     | 10月9日        |             |             |             |             |             |             |             |             |             |             |             |             |             |             |             |             |             |             |             |
| 3           | 冬木の地       | 笹島啓一    | 恒松圭                     | 須藤友徳 碇谷敦                                     | 10月16日       |             |             |             |             |             |             |             |             |             |             |             |             |             |             |             |             |             |             |             |
| 4           | 魔槍の刃       | 栖原隆史    | 栖原隆史                   | 清水慶太                                            | 10月23日       |             |             |             |             |             |             |             |             |             |             |             |             |             |             |             |             |             |             |             |
| 5           | 凶獣咆吼       | 須藤友徳    | 須藤友徳                   | 須藤友徳 碇谷敦                                     | 10月30日       |             |             |             |             |             |             |             |             |             |             |             |             |             |             |             |             |             |             |             |
| 6           | 謀略の夜       | 笹島啓一    | 野中卓也                   | 茂木貴之                                            | 11月6日        |             |             |             |             |             |             |             |             |             |             |             |             |             |             |             |             |             |             |             |
| 7           | 魔境の森       | 野中卓也    | 野中卓也                   | 茂木貴之                                            | 11月13日       |             |             |             |             |             |             |             |             |             |             |             |             |             |             |             |             |             |             |             |
| 8           | 魔術師殺し     | あおきえい  | あおきえい 野中卓也 恒松圭 | 高橋タクロヲ 碇谷敦 茂木貴之 白井俊行 須藤友徳      | 11月20日       |             |             |             |             |             |             |             |             |             |             |             |             |             |             |             |             |             |             |             |
| 9           | 主と従者       | 栖原隆史    | 栖原隆史                   | 小船井充                                            | 11月27日       |             |             |             |             |             |             |             |             |             |             |             |             |             |             |             |             |             |             |             |
| 10          | 凛の冒険       | 桧山彬      | 小笠原篤                   | 菊池隼也                                            | 12月4日        |             |             |             |             |             |             |             |             |             |             |             |             |             |             |             |             |             |             |             |
| 11          | 聖杯問答       | 福山大      | 福山大                     | 清水慶太                                            | 12月11日       |             |             |             |             |             |             |             |             |             |             |             |             |             |             |             |             |             |             |             |
| 12          | 聖杯の招き     | 野中阿斗    | 野中阿斗                   | 茂木貴之                                            | 12月18日       |             |             |             |             |             |             |             |             |             |             |             |             |             |             |             |             |             |             |             |
| 13          | 禁断の狂宴     | 宇田明彦    | 宇田明彦                   | 須藤友徳 碇谷敦                                     | 12月25日       |             |             |             |             |             |             |             |             |             |             |             |             |             |             |             |             |             |             |             |
| 2ndシーズン |                |             |                            |                                                     |                |             |             |             |             |             |             |             |             |             |             |             |             |             |             |             |             |             |             |             |
| 14          | 未遠川血戦     | 恒松圭      | 恒松圭                     | 須藤友徳 碇谷敦                                     | 2012年 4月8日  |             |             |             |             |             |             |             |             |             |             |             |             |             |             |             |             |             |             |             |
| 15          | 黄金の輝き     | 笹島啓一    | 三浦貴博                   | 須藤友徳 碇谷敦                                     | 4月15日        |             |             |             |             |             |             |             |             |             |             |             |             |             |             |             |             |             |             |             |
| 16          | 栄誉の果て     | 栖原隆史    | 栖原隆史                   | 白井俊行                                            | 4月22日        |             |             |             |             |             |             |             |             |             |             |             |             |             |             |             |             |             |             |             |
| 17          | 第八の契約     | 野中卓也    | 野中卓也                   | 茂木貴之                                            | 4月29日        |             |             |             |             |             |             |             |             |             |             |             |             |             |             |             |             |             |             |             |
| 18          | 遠い記憶       | 栖原隆史    | 栖原隆史                   | 菊池隼也                                            | 5月6日         |             |             |             |             |             |             |             |             |             |             |             |             |             |             |             |             |             |             |             |
| 19          | 正義の在処     | 三浦貴博    | 三浦貴博                   | 清水慶太 三浦貴博                                   | 5月13日        |             |             |             |             |             |             |             |             |             |             |             |             |             |             |             |             |             |             |             |
| 20          | 暗殺者の帰還   | 笹島啓一    | 野中阿斗                   | 藤崎静香 碇谷敦                                     | 5月20日        |             |             |             |             |             |             |             |             |             |             |             |             |             |             |             |             |             |             |             |
| 21          | 双輪の騎士     | あおきえい  | 宇田明彦                   | 高橋タクロヲ 白井俊行                               | 5月27日        |             |             |             |             |             |             |             |             |             |             |             |             |             |             |             |             |             |             |             |
| 22          | この世全ての悪 | 室井ふみえ  | 野中卓也                   | 茂木貴之                                            | 6月3日         |             |             |             |             |             |             |             |             |             |             |             |             |             |             |             |             |             |             |             |
| 23          | 最果ての海     | 恒松圭      | 恒松圭                     | 碇谷敦 須藤友徳                                     | 6月10日        |             |             |             |             |             |             |             |             |             |             |             |             |             |             |             |             |             |             |             |
| 24          | 最後の令呪     | あおきえい  | あおきえい                 | 菊池隼也 清水慶太 白井俊行 藤崎静香 須藤友徳 碇谷敦 | 6月17日        |             |             |             |             |             |             |             |             |             |             |             |             |             |             |             |             |             |             |             |
| 25          | Fate/Zero      | あおきえい  | あおきえい 恒松圭 野中卓也 | 須藤友徳 碇谷敦                                     | 6月24日        |             |             |             |             |             |             |             |             |             |             |             |             |             |             |             |             |             |             |             |

### 放送局
第1期の初回放送は各局60分放送。
| 放送地域    | 放送局             | 放送期間                       | 放送日時           | 放送系列       | 備考                                                  |
| 第1期       | 第1期              | 第1期                          | 第1期              | 第1期          | 第1期                                                 |
| ----------- | ------------------ | ------------------------------ | ------------------ | -------------- | ----------------------------------------------------- |
| 東京都      | TOKYO MX           | 2011年10月1日 - 12月24日       | 土曜 24:00 - 24:30 | 独立局         | E!TV枠                                                |
| 栃木県      | とちぎテレビ       | 2011年10月1日 - 12月24日       | 土曜 24:00 - 24:30 | 独立局         |                                                       |
| 群馬県      | 群馬テレビ         | 2011年10月1日 - 12月24日       | 土曜 24:00 - 24:30 | 独立局         |                                                       |
| 日本以外    | ニコニコチャンネル | 2011年10月1日 - 12月24日       | 土曜 24:30 更新    | ネット配信     | 全8か国語の字幕付で1週間配信 日本国内からアクセス不可 |
| 埼玉県      | テレ玉             | 2011年10月1日 - 12月24日       | 土曜 25:35 - 26:05 | 独立局         |                                                       |
| 愛知県      | テレビ愛知         | 2011年10月1日 - 12月24日       | 土曜 25:50 - 26:20 | テレビ東京系列 |                                                       |
| 近畿広域圏  | 毎日放送           | 2011年10月1日 - 12月24日       | 土曜 26:28 - 26:58 | TBS系列        | アニメシャワー第2部 一部追加規制を実施                |
| 千葉県      | チバテレビ         | 2011年10月2日 - 12月25日       | 日曜 25:00 - 25:30 | 独立局         |                                                       |
| 神奈川県    | tvk                | 2011年10月2日 - 12月25日       | 日曜 25:00 - 25:30 | 独立局         |                                                       |
| 北海道      | テレビ北海道       | 2011年10月4日 - 12月27日       | 火曜 26:00 - 26:30 | テレビ東京系列 |                                                       |
| 福岡県      | TVQ九州放送        | 2011年10月5日 - 12月28日       | 水曜 25:43 - 26:13 | テレビ東京系列 |                                                       |
| 日本全国    | BS11               | 2011年10月7日 - 12月30日       | 金曜 24:00 - 24:30 | BS放送         | ANIME+枠                                              |
| 日本全国    | ニコニコチャンネル | 2011年10月7日 - 12月30日       | 金曜 25:00 更新    | ネット配信     | 日本国外からアクセス不可                              |
| 日本全国    | キッズステーション | 2011年10月14日 - 2012年1月20日 | 金曜 24:00 - 24:30 | CS放送         | リピート放送あり                                      |
| 日本全国    | Netflix            | 2015年9月 -                    | 更新時間未定       | ネット配信     | HD画質（720p）による配信                              |
| 日本国内    | not tv1            | 2012年4月 -                    | 火曜 22:30 - 23:00 | モバキャス     |                                                       |
| 第1期総集編 |                    |                                |                    |                |                                                       |
| 東京都      | TOKYO MX           | 2012年3月24日・3月31日         | 土曜 24:00 - 24:30 | 独立局         | E!TV枠                                                |
| 栃木県      | とちぎテレビ       | 2012年3月24日・3月31日         | 土曜 24:00 - 24:30 | 独立局         |                                                       |
| 群馬県      | 群馬テレビ         | 2012年3月24日・3月31日         | 土曜 24:00 - 24:30 | 独立局         |                                                       |
| 埼玉県      | テレ玉             | 2012年3月24日・3月31日         | 土曜 25:35 - 26:05 | 独立局         |                                                       |
| 愛知県      | テレビ愛知         | 2012年3月24日                  | 土曜 25:50 - 26:20 | テレビ東京系列 |                                                       |
| 愛知県      | テレビ愛知         | 2012年4月4日                   | 水曜 27:00 - 27:30 | テレビ東京系列 |                                                       |
| 近畿広域圏  | 毎日放送           | 2012年3月24日                  | 土曜 26:43 - 27:13 | TBS系列        | アニメシャワー第2部                                   |
| 近畿広域圏  | 毎日放送           | 2012年3月31日                  | 土曜 26:13 - 26:43 | TBS系列        | アニメシャワー第2部                                   |
| 千葉県      | チバテレビ         | 2012年3月25日・4月1日          | 日曜 25:00 - 25:30 | 独立局         |                                                       |
| 神奈川県    | tvk                | 2012年3月25日・4月1日          | 日曜 25:00 - 25:30 | 独立局         |                                                       |
| 北海道      | テレビ北海道       | 2012年3月27日                  | 火曜 27:00 - 27:30 | テレビ東京系列 |                                                       |
| 北海道      | テレビ北海道       | 2012年4月3日                   | 火曜 26:00 - 26:30 | テレビ東京系列 |                                                       |
| 福岡県      | TVQ九州放送        | 2012年3月28日                  | 水曜 26:13 - 26:43 | テレビ東京系列 |                                                       |
| 福岡県      | TVQ九州放送        | 2012年4月4日                   | 水曜 25:43 - 26:13 | テレビ東京系列 |                                                       |
| 日本全国    | BS11               | 2012年3月31日                  | 土曜 23:30 - 24:00 | BS放送         | ANIME+枠                                              |
| 日本全国    | BS11               | 2012年4月7日                   | 土曜 24:00 - 24:30 | BS放送         | ANIME+枠                                              |
| 第2期       |                    |                                |                    |                |                                                       |
| 東京都      | TOKYO MX           | 2012年4月7日 - 6月23日         | 土曜 24:00 - 24:30 | 独立局         | E!TV枠                                                |
| 栃木県      | とちぎテレビ       | 2012年4月7日 - 6月23日         | 土曜 24:00 - 24:30 | 独立局         |                                                       |
| 群馬県      | 群馬テレビ         | 2012年4月7日 - 6月23日         | 土曜 24:00 - 24:30 | 独立局         |                                                       |
| 神奈川県    | tvk                | 2012年4月7日 - 6月23日         | 土曜 24:00 - 24:30 | 独立局         |                                                       |
| 埼玉県      | テレ玉             | 2012年4月7日 - 6月23日         | 土曜 25:30 - 26:00 | 独立局         |                                                       |
| 愛知県      | テレビ愛知         | 2012年4月7日 - 6月23日         | 土曜 25:50 - 26:20 | テレビ東京系列 |                                                       |
| 近畿広域圏  | 毎日放送           | 2012年4月7日 - 6月23日         | 土曜 26:28 - 26:58 | TBS系列        | アニメシャワー第2部                                   |
| 千葉県      | チバテレビ         | 2012年4月8日 - 6月24日         | 日曜 25:00 - 25:30 | 独立局         |                                                       |
| 北海道      | テレビ北海道       | 2012年4月10日 - 6月26日        | 火曜 26:00 - 26:30 | テレビ東京系列 |                                                       |
| 福岡県      | TVQ九州放送        | 2012年4月11日 - 6月27日        | 水曜 25:43 - 26:13 | テレビ東京系列 |                                                       |
| 日本全国    | BS11               | 2012年4月14日 - 6月30日        | 土曜 24:00 - 24:30 | BS放送         | ANIME+枠                                              |
| 日本全国    | キッズステーション | 2012年4月23日 - 7月9日         | 月曜 24:00 - 24:30 | CS放送         | リピート放送あり                                      |

### Blu-ray / DVD
Fate/Zero Blu-ray Disc Box I
アニプレックスより2012年3月7日発売。アニメ第1期放送分（第1話 - 第13話）が収録されたBlu-ray BOX。
本編と映像特典を収録したBD5枚と、オリジナルサウンドトラック、虚淵玄書き下ろしドラマCDを収録。本編映像はテレビ未放送映像を加えたオリジナルエディション仕様となる。
これまでのテレビアニメタイトルでは、1話から5話程度をまとめた単巻ソフトを最初に発売、その後に時期を置いてBOX商品を発売するのが一般的だったが、『Fate/Zero』では当初からBOX商品を販売。アニメ業界としての新しい試みは、初週4.3万枚を売り上げ2012年3月19日付オリコン週間BDランキング総合首位を獲得する成果を上げた。これは『涼宮ハルヒの憂鬱 Blu-ray コンプリートBOX』の3.1万枚を上回り初週売上歴代最高となる。また、2012年オリコン年間Blu-ray Discランキング総合Blu-ray Disc部門にて作品別売上金額1位を獲得した。

Fate/Zero Blu-ray Disc Box II
アニプレックスより2012年9月19日発売。アニメ第2期放送分（第14話 - 第25話）が収録されたBlu-ray BOX。
本編と映像特典を収録したBD5枚と、「Fate/Zero Remix」を収録したBlu-ray BOX、オリジナルサウンドトラック、虚淵玄書き下ろしドラマCDを収録。本編映像はテレビ未放送映像を加えたオリジナルエディション仕様となる。
2012年10月1日付オリコン週間BD総合チャートにて第1位を獲得した。
| 巻数   | 収録話          | 品番         | 発売日         |
| ------ | --------------- | ------------ | -------------- |
| Box I  | 第1話 - 第13話  | ANZX-9431〜7 | 2012年03月07日 |
| Box II | 第14話 - 第25話 | ANZX-9441〜7 | 2012年09月19日 |

DVDシリーズ
全9巻。DVDソフトはレンタルのみでリリースされている。ただし収録内容はテレビ放映バージョンのもので、BD BOXの内容とは異なる。
| 巻数 | 収録話          | 品番      | レンタル開始日 |
| ---- | --------------- | --------- | -------------- |
| 1    | 第1話           | ANRB-9421 | 2011年12月21日 |
| 2    | 第2話 - 第4話   | ANRB-9422 | 2012年01月25日 |
| 3    | 第5話 - 第7話   | ANRB-9423 | 2012年02月22日 |
| 4    | 第8話 - 第10話  | ANRB-9424 | 2012年03月21日 |
| 5    | 第11話 - 第13話 | ANRB-9425 | 2012年04月25日 |
| 6    | 第14話 - 第16話 | ANRB-9426 | 2012年06月27日 |
| 7    | 第17話 - 第19話 | ANRB-9427 | 2012年07月25日 |
| 8    | 第20話 - 第22話 | ANRB-9428 | 2012年08月22日 |
| 9    | 第23話 - 第25話 | ANRB-9429 | 2012年09月26日 |

### 映像特典
『お願い！アインツベルン相談室』
BD-BOX各巻収録映像特典。第6話は約30分にも及びラストに「Tiger/Zero」の副題がつけられている。
| 巻数 | サブタイトル                       | 脚本       | 絵コンテ     | 演出     | 作画監督            |
| ---- | ---------------------------------- | ---------- | ------------ | -------- | ------------------- |
| I    | お願い！アインツベルン相談室 その1 | 奈須きのこ | 武内崇 BLACK | 松田成志 | 藤崎静香            |
| I    | お願い！アインツベルン相談室 その2 | 奈須きのこ | BLACK        | 松田成志 | 藤崎静香            |
| I    | お願い！アインツベルン相談室 その3 | 奈須きのこ | BLACK        | 野中阿斗 | 藤崎静香            |
| II   | お願い！アインツベルン相談室 その4 | 奈須きのこ | 栖原隆史     | 栖原隆史 | 藤崎静香 瀬来由加子 |
| II   | お願い！アインツベルン相談室 その5 | 奈須きのこ | 栖原隆史     | 白井俊行 | 藤崎静香 瀬来由加子 |
| II   | お願い！アインツベルン相談室 その6 | 奈須きのこ | 野中阿斗     | 野中阿斗 | 藤崎静香 瀬来由加子 |

### 受賞歴
- ニュータイプアニメアワード2012
  - サウンド賞：梶浦由記
  - CM賞
  - 男性声優賞：大塚明夫（ライダー役）
  - 男性キャラクター賞：ライダー
  - スタジオ賞：ufotable
  - 作品賞（TV部門）
- SUGOI JAPAN Award 2015
  - ライトノベル部門6位

## 他媒体展開

### 短編映画
『Fate/ゼロカフェ』を原作とする短編の映画作品で、現時点で2作品ある。

#### 第1弾
2013年7月13日公開の『劇場版空の境界 俯瞰風景3D』と同時上映の短編作品。『月刊ニュータイプ』2012年9月号から2014年10月号まで連載されたFate/Zeroのキャラクターがディフォルメになって登場する4コマ漫画を映像化。
スタッフ
- 総監督 - 近藤光
- 脚本 - ufotable、近藤光、チョン ソダム
- キャラクター原案 - 武内崇
- キャラクターデザイン・作画監督 - 瀬来由加子
- 美術監督 - 金玟芝
- 音楽 - 鹿島公行（ufotable）
- 主題歌 - 「ようこそ！Fate/ゼロカフェへ」（歌：goody）
- アニメーションディレクター - 白井俊行
- 配給 - アニプレックス
- アニメーション制作 - ufotable

キャスト
- セイバー - 川澄綾子
- アイリスフィール - 大原さやか
- ランサー - 緑川光
- ウェイバー - 浪川大輔
- 龍之介 - 石田彰
- ライダー - 大塚明夫
- アーチャー - 関智一
- ケイネス - 山崎たくみ

#### 第2弾
2016年3月19日より、徳島市にあるUfotable CINEMAでの上映が決定した。
スタッフ
- 原作 - 虚淵玄、TYPE-MOON
- 総監督 - 近藤光
- アニメーションディレクター - 白井俊行
- キャラクターデザイン - 瀬来由加子
- 演出 - 1話：白井俊行、2話・3話：瀬来由加子、4話：島袋リカルド、5話：濱咲世、6話：外山楓
- 音楽 - 鹿島公行
- 撮影監督 - 吉川冴
- 3D監督 - 松田成志
- 美術監督 - 金玟芝
- 色彩設計 - 中田布美子
- 編集 - 神野学
- 制作進行 - 鈴木龍、近藤亮
- 制作プロデューサー - 近藤光
- 漫画スタッフ - 瀬来由加子、チョン ソダム
- アニメーション制作 - ufotable

キャスト
- セイバー - 川澄綾子
- ランサー - 緑川光
- ウェイバー - 浪川大輔
- 雨生龍之介 - 石田彰
- アサシン（ザイード） - かわむら拓央
- アサシン（アサ子） - 阿部彬名
- 衛宮切嗣 - 小山力也
- アイリスフィール - 大原さやか
- イリヤスフィール - 門脇舞以
- 言峰綺礼 - 中田譲治
- 間桐雁夜 - 新垣樽助
- ケイネス - 山崎たくみ
- ソラウ - 豊口めぐみ
- 遠坂時臣 - 速水奨
- アーチャー - 関智一
- ライダー - 大塚明夫
- キャスター - 鶴岡聡

### ドラマCD
Sound Drama Fate/Zero
- レーベル：HOBiRECORDS
- 監督：高宮宏臣（HOBiBOX）
- 音楽：ZIZZ STUDIO
- 企画協力：ランアンドガン
- ナレーション：小杉十郎太
- エンディングテーマ（1〜3巻）「SAMSARA」
- エンディングテーマ（4巻）「Moon Cradle 〜天の喚び声〜」

1. 「第四次聖杯戦争秘話」CD3枚組 2008年8月22日発売 （コミックマーケット74にて先行発売）
2. 「王たちの狂宴」CD4枚組 2009年1月23日発売（コミックマーケット75にて先行発売）
3. 「散りゆく者たち」CD3枚組 2009年8月28日発売（コミックマーケット76にて先行発売）
4. 「煉獄の炎」CD5枚組 2010年1月22日発売

スペシャルドラマCD（アンソロジードラマCD）
短編オリジナルエピソードを収録。TYPE-MOONエースVol.1に「夢見る淑女」から「イートイン・泰山」の4枚が収録できるCDケースが付属している。
- 「夢見る淑女」コンプティーク2008年9月号 付録
セイバー召喚後、日本へ立つ前のアインツベルン城での衛宮切嗣陣営を描く。
- 「迷わぬ人々」月刊コンプエース2009年2月号 付録
聖杯戦争が始まる前の遠坂家を描く。
- 「ノケモノたちの共演」コンプティーク2009年7月号 付録
ウェイバーとライダーが、当時女子高生の藤村大河と出会うエピソードを描く。
- 「イートイン・泰山」コンプエース2010年2月号 付録
各キャラクターたちが冬木市の食事処に赴く様子を描く。
- 「間桐家の試練」コンプエース2012年7月号 付録
間桐臓硯からの修行という名のムチャぶりに応えていく間桐雁夜の奮闘を描く。脚本はたぽ。
- 「アルトリア・ロマンス」コンプティーク2012年7月号 付録
サーヴァントたちが学園生活を送りながら聖杯を目指すというIFストーリー。脚本は磨伸映一郎。

アンソロジードラマCD
1. 2012年6月14日発売
上記のスペシャルドラマCDのうち「夢見る淑女」から「イートイン・泰山」までを収録。

### ラジオ
Sound Drama Fate/Zero -ラジオマテリアル-
ドラマCD版と連動して配信されたWebラジオ。詳細は当該項目を参照。

### ゲーム
Fate/hollow ataraxia
2005年10月28日発売のPCゲーム。劇中に『Zero』のポスターイラストが登場する。
2014年11月27日発売のPS Vita版では、ミニゲーム「カプセルさーばんと」のプレイヤーキャラクターとしてケイネスとウェイバーが登場。本作のサーヴァントも一部登場している。
Fate/Zero [Next Encounter]（フェイト/ゼロ ネクスト・エンカウンター）
2012年サービス開始。フィーチャーフォン・スマートフォン向けソーシャルゲーム。開発はConteride。ゲーム内でのイラストはTVアニメ「Fate/Zero」の制作を担当したアニメ制作会社ufotableによる描き下ろし。
Fate/Zero The Adventure（フェイト/ゼロ ジ・アドベンチャー）
2013年8月23日リリース、iOS・Android用アプリゲーム。制作はPOCKE。
ジャンルはアドベンチャーゲーム、サウンドノベル。キャラクター音声はフルボイスで実装されている。テレビアニメ版のストーリーに準拠しているが、原作やオリジナルのシナリオも実装されている。ゲーム内での新規イラストはufotableによる描き下ろし。
Fate/Grand Order
2015年8月12日リリース、iOS・Android用アプリゲーム。
「Fateシリーズ」の歴代キャラクターが多数登場するクロスオーバー作品で、本作からもキャラクターが登場。
2016年4月27日から5月18日には「Fate/Accel Zero Order」と題したスペシャルイベントが開催された。シナリオ執筆は原作者である虚淵玄、アニメーションCMはufotableが制作した。
カプセルさーばんと
2019年12月20日リリース、iOS・Android用アプリゲーム。上述のミニゲームが独立したもの。

### 漫画
Fate/Zero 黒（フェイト/ゼロ ブラック）
当初は『アルティマエース』、後に『月刊ASUKA』に移籍して連載された漫画作品。制作は雌鳥。黒歴史を題材にしたギャグ漫画。
Fate/ゼロカフェ 〜Fate/Zero cafeに集う英霊達〜
『月刊Newtype』にて2012年9月号から2014年10月号まで連載された漫画作品。制作はufotable。
この作品は『Fate/Zero』のキャラクターたちが2頭身化された可愛い姿で経営しているカフェを舞台としたスピンオフ作品。シリアスな本編と違いコミカルな物語が展開されている。物語の舞台であるカフェの店内はufotableが経営している「ufotable Cafe TOKYO」の店内が忠実に再現されている。キャラクターの設定は原作と変わらないが、陰惨な要素などがソフトな表現に変換されている。
マンガの公式サイトではキャラクター紹介や、WEB限定4コマ、落書きコーナーなどが公開されている。
2014年11月号より「月刊Newtype」にて「Fate/ステイナイトカフェ」が連載されている。

### イベント
Fate/Zero -第四次聖杯戦争展-
2012年秋に名古屋・東京・徳島・小倉・大阪で順次展開された展示イベント。展示の他、グッズ販売やカフェ、トークショーも行われる。入場者は「時計塔の学生の一人として聖杯戦争を学ぶ」という形式をとる。前売りチケットには限定ブックレット付きも同時販売される。また徳島以外の会場では英霊召喚スタンプラリーが催され、展示会場だけでなく市中のアニメ専門店などに置かれたスタンプ7つ全て集めると(小倉会場のみ5つでも可。)、先着で限定ミニクリアファイルが配布される。
- 名古屋会場
会場：名古屋丸栄 会期：2012年8月30日 - 9月4日
ゲスト：川澄綾子（9月1日） / 大原さやか（9月1日） / 鶴岡聡（9月2日, 3日）
- 東京会場
会場：池袋サンシャインシティ 会期：2012年9月26日 - 9月30日
ゲスト：小山力也（9月29日, 30日） / 川澄綾子（9月30日） / 中田譲治（9月29日） / 鶴岡聡（9月27日）
- 大阪会場
会場：アジア太平洋トレードセンター 会期：2012年11月2日 - 11月4日
ゲスト：川澄綾子（11月4日） / 鶴岡聡（11月4日）

### ミュージカル
ミュージカルとして“第四次聖杯戦争”の様子を前後編の2部作で描き出す。脚本監修に虚淵玄（ニトロプラス）が関与し、脚本・演出・作詞を西森英行、音楽を坂部剛、振付を広崎うらんが担当した。
前編として、ミュージカル『Fate/Zero』〜The Sword of Promised Victory〜のタイトルで、2025年1月18日から1月26日まで、THEATER MILANO-Zaで、1月31日 から2月2日まで、SkyシアターMBSで上演された。
後編として、ミュージカル『Fate/Zero』〜A Hero of Justice〜のタイトルで、2025年9月に東京で第2弾が上演予定。
キャスト（舞台）
- 衛宮切嗣 - 新木宏典[32]
- セイバー - 秋野祐香[32]
- アイリスフィール・フォン・アインツベルン - 山内優花[32]
- 久宇舞弥 - 佃井皆美[32]
- 遠坂時臣 - 遠山裕介[32]
- アーチャー - 丘山晴己[32]
- 言峰綺礼 - 北園涼[32]
- ケイネス・エルメロイ・アーチボルト - 伊藤裕一[32]
- ランサー - 輝馬[32]
- 雨生龍之介 - 佐々木喜英[32]
- キャスター - 吉田メタル[32]
- 間桐雁夜 - 健人[32]
- ウェイバー・ベルベット - 平松來馬[32]
- ライダー - 岸祐二[32]
- アンサンブル（前編） - 西田健二、伊佐旺起、梅原ことは、小林嵩平、佐々木楓、Chion、関根結花、Taichi、高間淳平、田中奏、角怜樹、白瀬夢華、三橋優樹、吉田時尋、奈村信孝、新津昭江[32]

### 他作品とのコラボレーション
ニトロ+ロワイヤル -ヒロインズデュエル-
2007年9月28日発売のPC対戦型格闘ゲーム。ニトロプラスのキャラクターたちが共演するクロスオーバー作品で、「Zero」原作の虚淵玄がニトロプラス所属という縁により、セイバーがゲスト参戦。
切嗣と舞弥を呼んで援護攻撃を行ってもらう技があったり、他キャラからランスロットとギネヴィアとの確執について触れられている。
ヴァイスシュヴァルツ
トレーディングカードゲーム。2011年11月から登場。「stay night」「hollow ataraxia」も参戦している。
トイ・ウォーズ
オンラインシューティングゲーム。2011年9月20日より「Zero」とのコラボレーションとして衣装ガチャを開催。
ファンタジーアース ゼロ
MMORPG。2011年10月31日よりアニメ「Zero」の衣装を入手できるルーレットを設置。
ちぷやタウン
SNSサービス。2011年11月1日よりアニメ「Zero」の衣装がアバターとして利用可能。
Master of Epic
MMORPG。2011年11月1日よりアニメ「Zero」の衣装が実装開始。
Tartaros-タルタロス-
MORPG。2011年12月7日よりアニメ「Zero」とのタイアップとしてコラボアバター、イベントが開催された。
Le Ciel Bleu 〜ル・シエル・ブルー〜
MMORPG。2012年1月11日よりアニメ「Zero」とのコラボとしてアバター、キャラクターが登場。
狩りとも
Mobageで提供されているソーシャルゲーム。2012年4月9日よりアニメ「Zero」のキャラクターをゲーム内ユニットにできるガチャがリリース。
アットゲームズ
オンラインゲームコミュニティ。2012年4月20日よりアニメ「Zero」のキャラクター衣装や限定イベントが開催。
アラド戦記
オンラインアクションRPG。2012年4月26日よりアニメ「Zero」の登場人物の衣装アバターやサーヴァントカードなどが登場。
ペーパーマン
オンラインFPS。2012年5月23日よりアニメ「Zero」から武器などのコラボレーションアイテム、クラントーナメント。
拡散性ミリオンアーサー
オンラインカードバトルRPG。2012年6月19日よりアニメ「Zero」からサーヴァント達のコラボカードが登場。
プリズムコネクト
トレーディングカードゲーム。 2012年12月14日から登場していた「Fate/stay night - UNLIMITED BLADE WORKS」に続いて2013年5月17日よりアニメ「Zero」が登場。
クイズRPG 魔法使いと黒猫のウィズ
ソーシャルゲーム。2014年11月12日より「月刊少年エース」「ヤングエース」とのコラボイベントが開催。その一環として、漫画「Zero」も起用されている。
ニトロプラス ブラスターズ -ヒロインズ インフィニット デュエル-
『ニトロ+ロワイヤル』の続編にあたるアーケード用対戦格闘ゲーム。2015年7月2日のアップデートからセイバーが参戦。
Lycée
トレーディングカードゲーム。2017年8月31日よりver.TYPE-MOONのver3.0より「Zero」が参戦した。前のバージョンでは他の「Fate」シリーズも参戦している。

## 関連商品
サウンドトラック
- Fate/Zero Original Image Soundtrack RETURN TO ZERO
作中のシーンやキャラクターをイメージした楽曲を収録。ZIZZ STUDIO作。コミックマーケット73にて発売。
- Sound Drama Fate/Zero サウンドトラック-update edition-『Zeroの洸景』
前述のドラマCDのサウンドトラック。オリジナル曲の作・編曲は断りのない限りsumiisanが担当。2010年5月28日にSIDE CONNECTION Inc.から発売。

コミカライズ
いずれも角川書店、角川コミックス・エースから発行。

『Fate/Zero』
1. 2011年9月3日発売、ISBN 978-4-04-715771-2
2. 2011年10月4日発売、ISBN 978-4-04-715787-3
3. 2012年3月26日発売、ISBN 978-4-04-715819-1
武内崇描き下ろしカバー、海洋堂特製セイバーフィギュア、武内崇&真じろう特製ポストカード封入の限定版（ISBN 978-4-04-900815-9）も発売。
4. 2012年7月4日発売、ISBN 978-4-04-120401-6
5. 2013年2月1日発売、ISBN 978-4-04-120563-1
6. 2013年7月3日発売、ISBN 978-4-04-120800-7
7. 2014年2月5日発売、ISBN 978-4-04-120991-2
8. 2014年9月26日発売、ISBN 978-4-04-102022-7
9. 2014年12月29日発売、ISBN 978-4-04-102023-4
10. 2015年6月26日発売、ISBN 978-4-04-103086-8
11. 2015年11月4日発売、ISBN 978-4-04-103087-5
12. 2016年6月25日発売、ISBN 978-4-04-104168-0
13. 2016年12月31日発売、ISBN 978-4-04-104169-7
14. 2017年8月26日発売、ISBN 978-4-04-105796-4

『Fate/Zero 黒』
- 2013年7月4日発売、ISBN 978-4-04-120799-4

設定資料集
- 「Fate/Zero material」2008年8月8日発売

トリビュート作品
- 「Fate/Zero Tribute Arts -死にゆく者への祈り-」2008年12月28日発売 株式会社虎の穴発行
65名の作家による、イラストとサイドストーリーを収録。
- 「Prayer」2012年4月11日発売
テレビアニメ第1シーズンでエンディング主題歌を歌った藍井エイルによる、サーヴァント7人のトリビュートアルバム。エンディングテーマ「MEMORIA」のオーケストラアレンジ版も収録されている。

## 批評
- 歌舞伎の女形役者である坂東新悟が読んで面白かった本として本作をあげ、「すごくドロドロした暗い内容ですが、独特の魅力があります。なんとなく『女殺油地獄』に似た雰囲気というか。」と述べている[34]。
- 本作に対する評価は、後に本作の著者である虚淵がシリーズ構成・脚本を担当したテレビアニメ『魔法少女まどか☆マギカ』の企画にも繋がっている。『Fate/Zero』のテレビアニメ版のプロデューサーを務めた岩上敦宏は、劇場版『空の境界』の試写会にて奈須を介して虚淵と知り合った後、まだアニメ化を持ちかけるような段階になかった『Fate/Zero』への繋ぎの企画として、『まどか☆マギカ』の脚本に虚淵を起用することを持ちかけた[13]:108頁。『まどか☆マギカ』の監督を務めた新房昭之も本作を岩上から渡され、その内容を「とても面白かった」と評価している[2]:18頁[13]:104,108頁。虚淵も、『まどか☆マギカ』での起用が『Fate/Zero』を評価されてのことであると聞き、自分に求められている作風がどのようなものであるかを察したという[35][13]:105頁。